# Пішохідні вулиці міст України
Пішохідна вулиця — вулиця, перекрита від руху автомобілів та створена для прогулянок. Часто її прикрашають елементами декору (лавочки, ліхтарні стовпи складного дизайну, скульптури та інше). Піша доступність приваблює людей, а це, в свою чергу, робить вулицю привабливою для комерційних закладів, особливо харчування та розваг. Відсутність автомобілів дозволяє створювати вуличні майданчики для кафе та ресторанів. Архітектурний вигляд вулиці має створювати атмосферу свята.
Першою пішохідною вулицею вважається вулиця Лейнбан в Роттердамі, що з'явилася в 1953. У СРСР вони почали створюватися переважно у 80-і роки XX сторіччя. Першою пішохідною вулицею України вважається вулиця Незалежності в Івано-Франківську, за іншими даними — вулиця Суворова у Херсоні. Найдовшою пішохідною вулицею в Україні є вулиця Соборна в Миколаєві. Її довжина складає 1,5 км (з них пішохідна частина — 1 км), розташована в 7-ми кварталах. Більшість пішохідних вулиць України були створені за роки незалежності.

## Вінницька область

### Вінниця

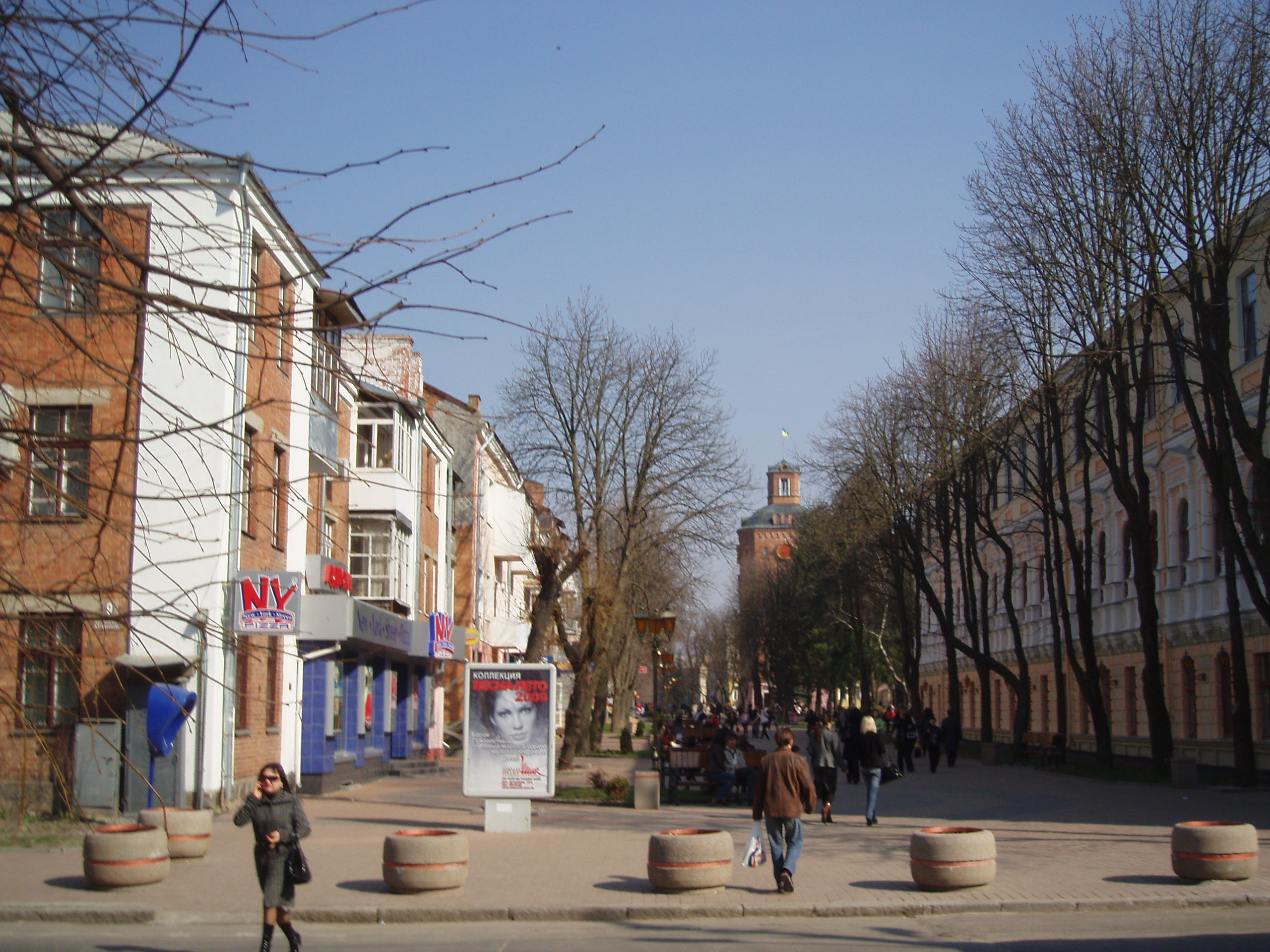
вул. Грушевського (Вінниця)

Вулиці Миколи Оводова (235 м) та Грушевського (230 м)
Дві пішохідні вулиці Вінниці перетинаються перпендикулярно, всередині мають зелену зону — сквер на Європейській площі. Лише перші 100 метрів вул. Миколи Оводова та 75 метрів вул. Грушевського мають вигляд класичної пішохідної вулиці, коли вони з обох сторін обрамляються будинками. Більша ж половина їх пролягає уздовж скверу та мінує один з головних символів Вінниці — пожежну каланчу, де нині розташовується музей воїнів інтернаціоналістів.

### Бар
Вулиця Гагаріна
Знаходиться в центральній частині міста, з'єднує дві головних вулиці: Героїв Майдану та Соборну. На вулиці розташована ЗОШ № 1, Дім польської культури.

## Волинська область

### Луцьк

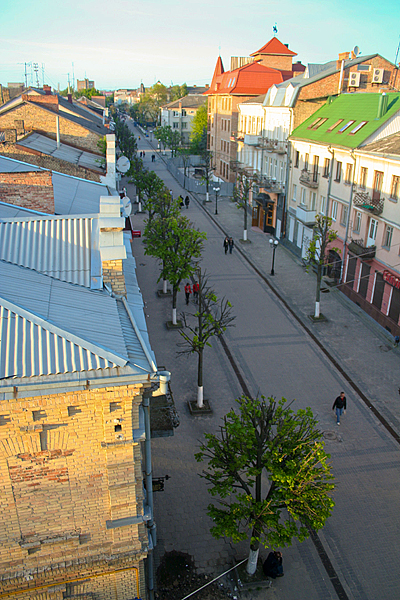
вул. Лесі Українки (Луцьк)

Вулиця Лесі Українки (730 м)

## Дніпропетровська область

### Дніпро
Кельнський (155 м), Європейський (155 м) та Театральний (100 м) бульвари; вулиці Яворницького (210 м), Південна (200 м), Короленка (160 м)
Європейський бульвар відкритий 2005 року. Просторово він є прямим продовженням центральної площі Героїв Майдану.
Катеринославський (нинішній Кельнський) бульвар є першою пішохідною вулицею України у сучасному стилі. Відкритий 2004 року. Влітку, як тільки температура повітря піднімається вище 30 градусів, включаються вуличні охолоджувачі, які паром охолоджують повітря до комфортної температури. На вулиці встановлений «танцюючий» фонтан та пам'ятник «невідомому олігарху». 20 грудня 2023 року Дніпровська міська рада перейменувала Катеринославський бульвар на Кельнський бульвар, на честь міста-побратима Кельна.
Восени 2020 завершилась реконструкція вулиця Короленка (від вулиці Старокозацької до проспекту Яворницького). По центру вулиці висаджені живі дерева, а також створені скульптури, що нагадують живі дерева. Напроти готелю «Україна» спорудили фонтан, а біля будинку побуту встановили арт-об'єкт «PixelWall», де перегортанням кубиків можна створювати різні надписи. Проєкт освітлення вулиці увійшов до списку переможців всесвітнього конкурсу LIT Lighting Design Awards 2020 року.
З жовтня 2020 року відкрита перша частина пішохідної вулиці Яворницького, яка веде до головного входу парку Шевченка.
У січні 2021 року пішохідну зону відкрили на вулиці Південній, яка межує з Катеринославським бульваром. Вздовж вулиці запустили штучний струмок глибиною 15 см, він позначає річку Половицю, яку наприкінці XIX століття закрили в колектор, і зараз вона пролягає під вулицею. Струмок завершується невеликим фонтаном. Також вулицею висадили дерева, та була встановлена скульптура атланта заввишки 7 м. Влаштований сучасний дитячий майданчик.

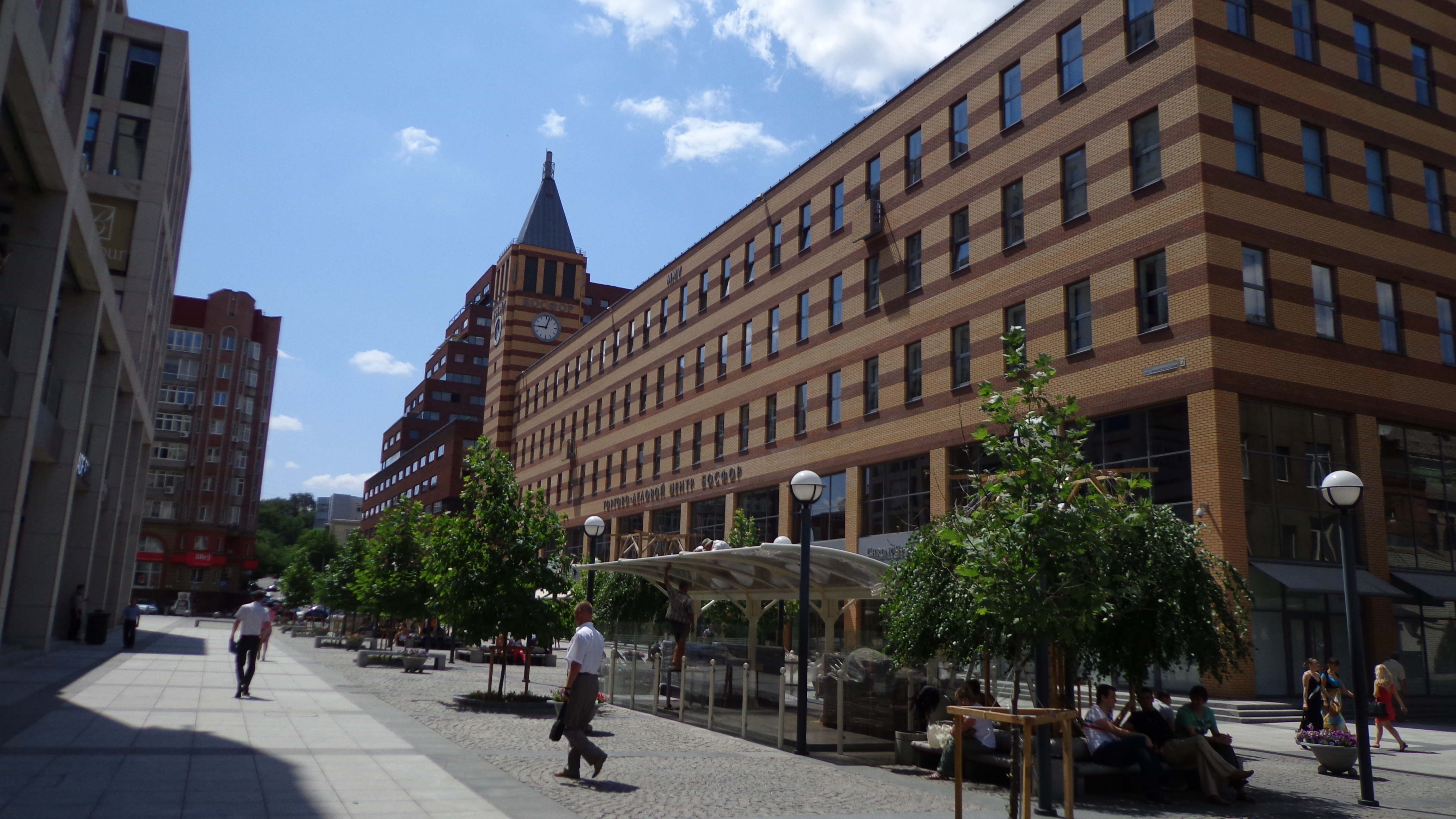
Кельнський бульвар
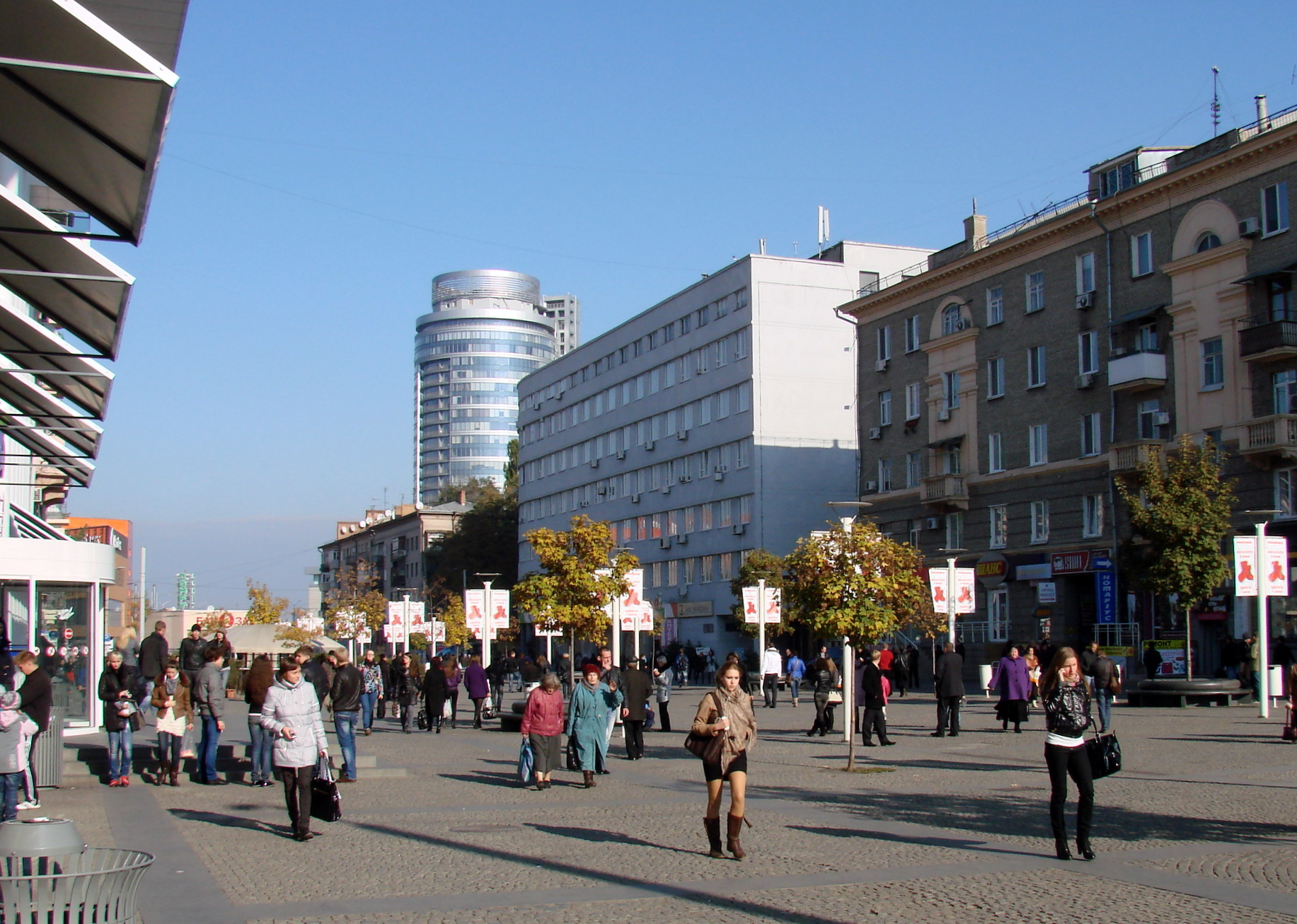
Європейський бульвар
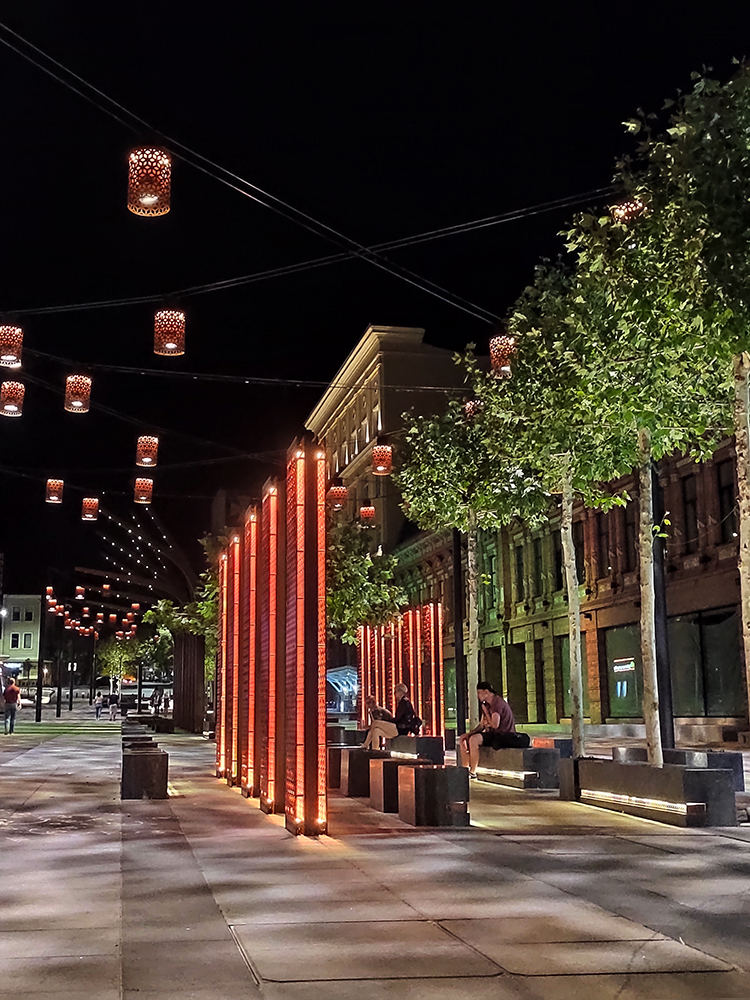
Вулиця Короленка
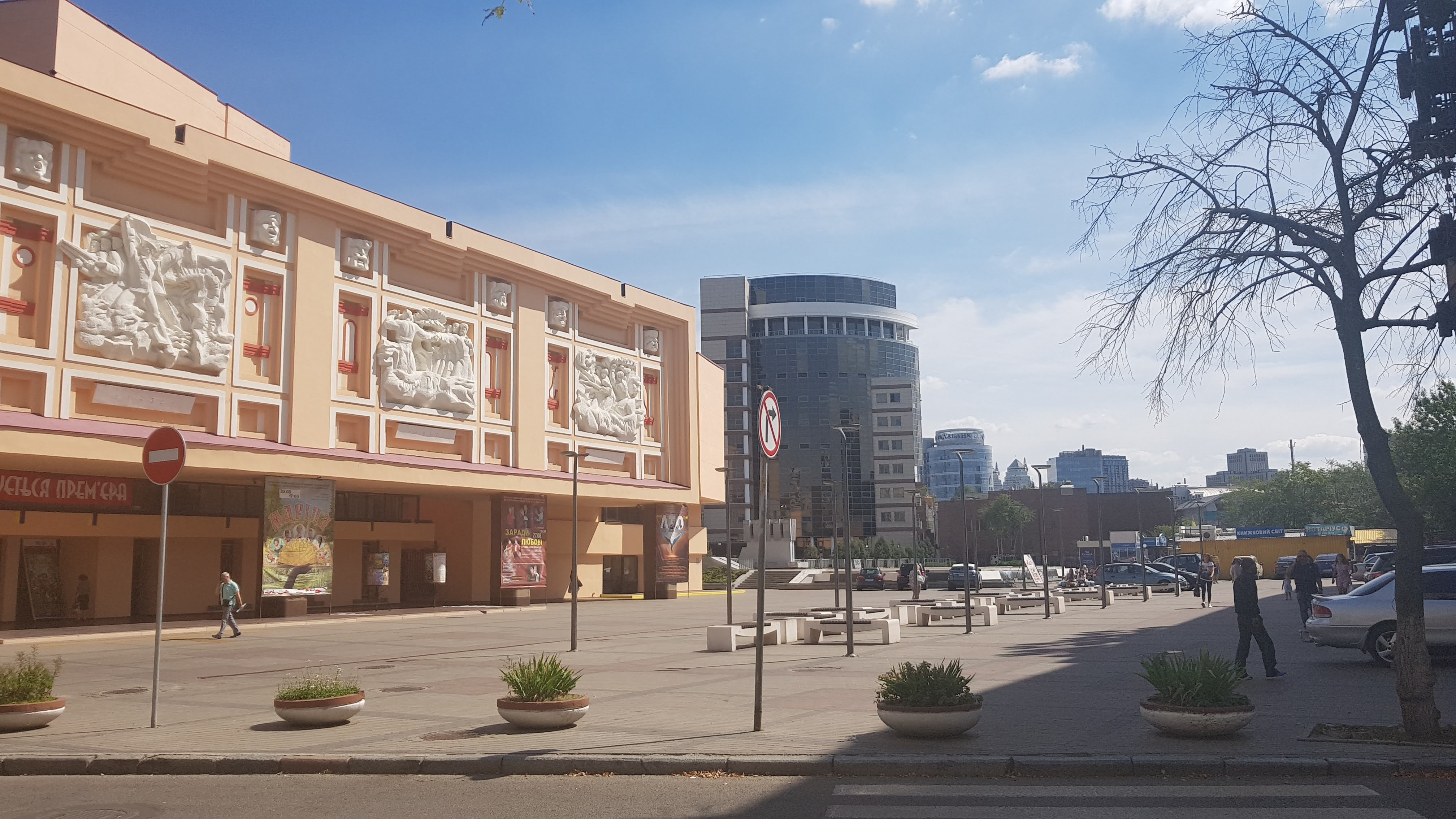
Театральний бульвар

## Донецька область

### Маріуполь

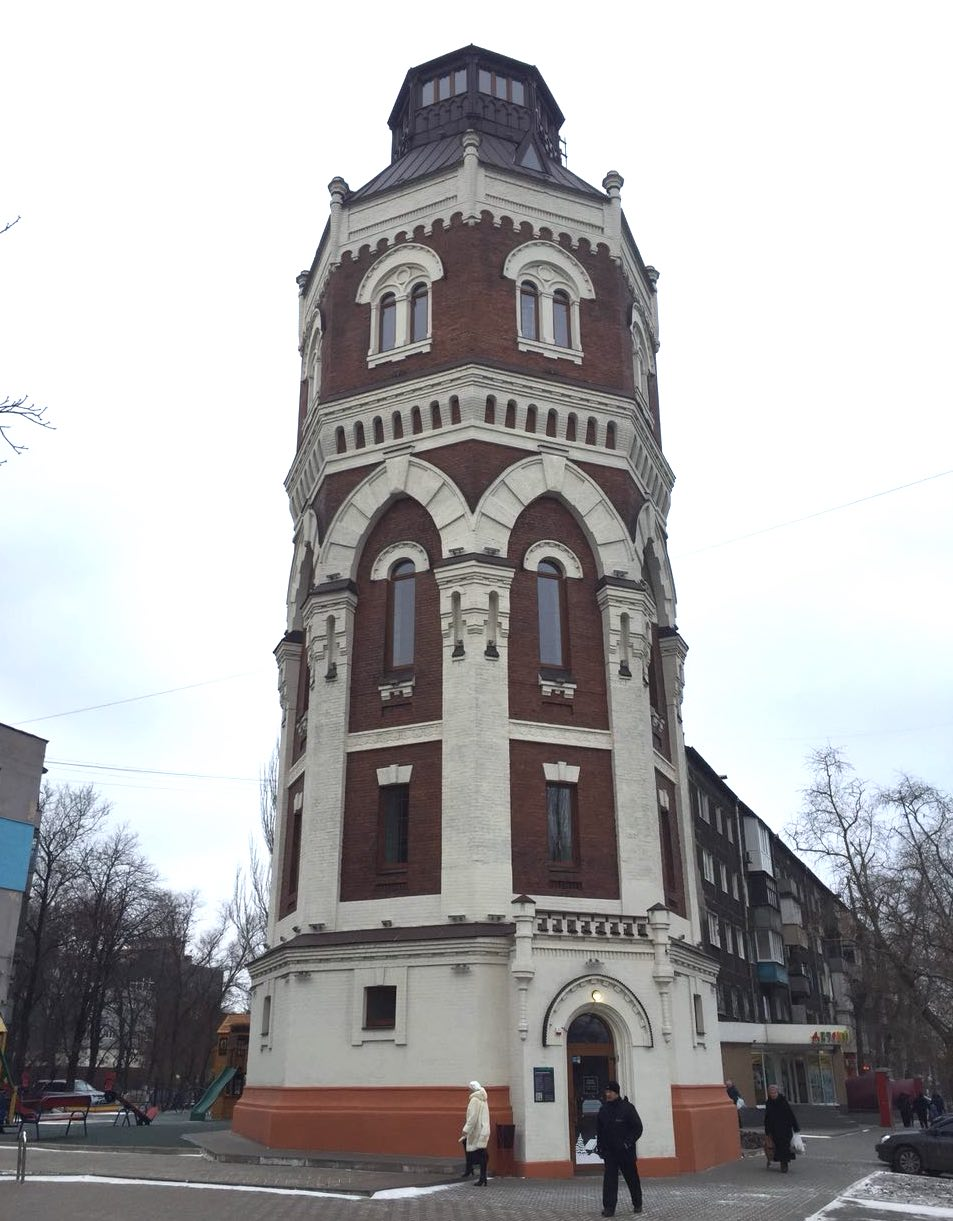
водонапірна вежа на алеї Пам'яті (Маріуполь)

Алея Пам'яті (150 м)

### Макіївка

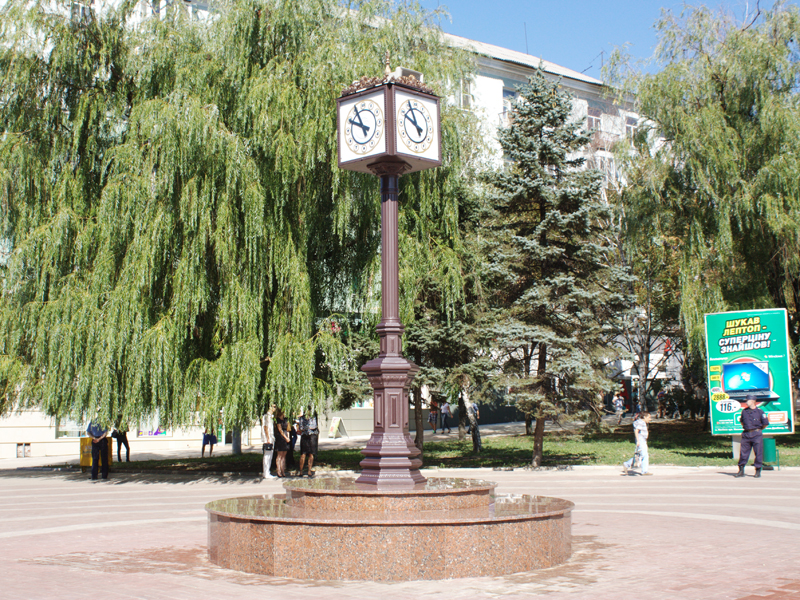
годинник на бульварі Горбачова (Макіївка)

Бульвар Горбачова (415 м)

## Житомирська область

### Житомир
Михайлівська вулиця (370 м)

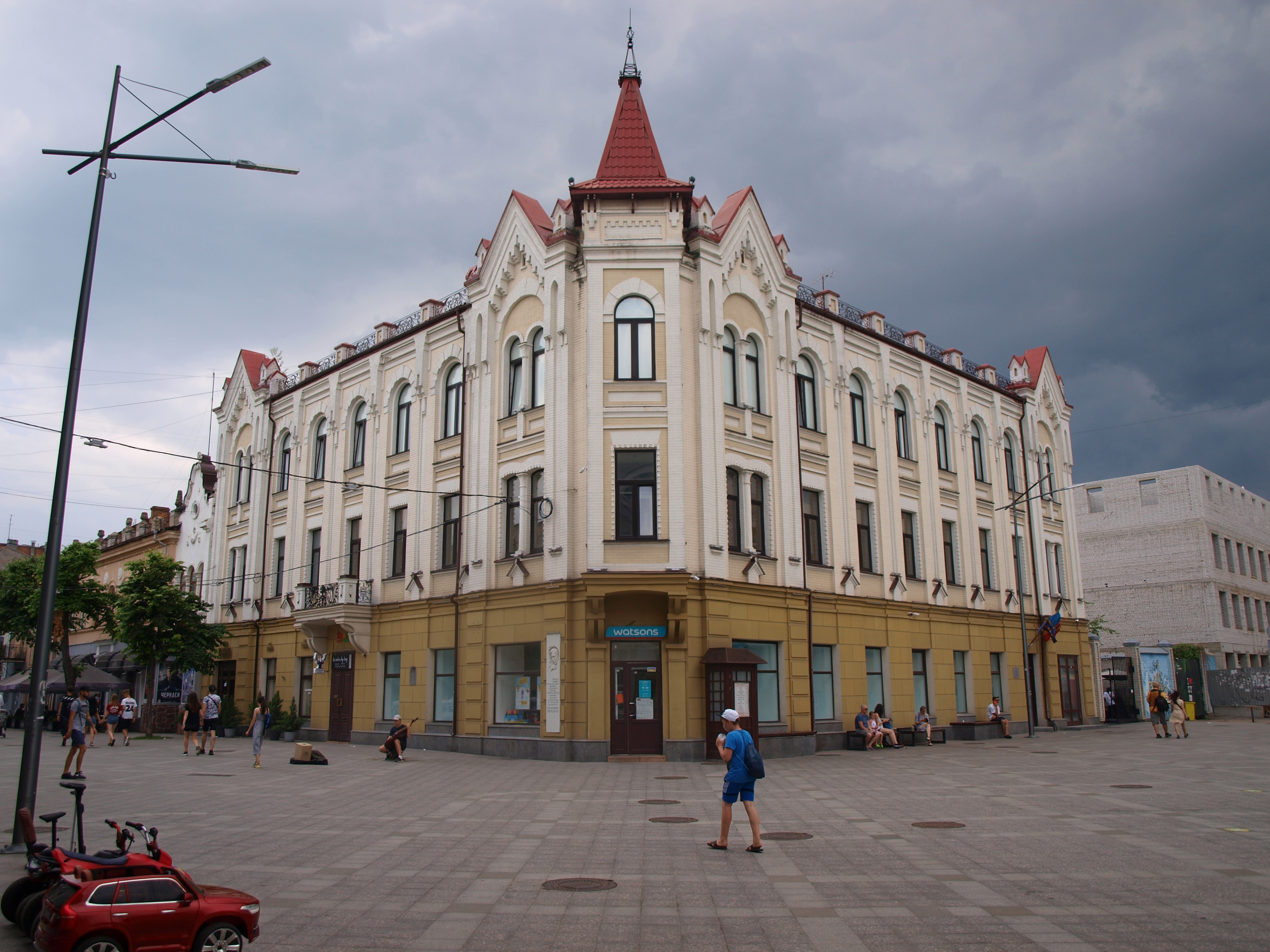
вул. Михайлівська (Житомир)

Михайлівська вулиця пролягає між двома транспортними артеріями міста — вулицями Київською та Великою Бердичівською. Початкова назва вулиці — Пилипонівська, адже вона виникла на місці селища старообрядців-пилипонів на тогочасній околиці Житомира. Всередині XIX ст. старообрядців було виселено за межі міста. У 1856 р. купець Михайло Хаботін за власні гроші побудував на початку вулиці Свято-Михайлівський собор, і в 1888 р. її офіційно перейменували на Михайлівську.
Вулиця значною мірою зберегла оригінальний архітектурний ландшафт XIX — поч. XX ст. На ній розташовані такі архітектурні пам'ятки, як Будинок Товариства взаємного кредиту (№ 2, нині будівля Житомирської міської ради), Житомирський академічний обласний театр ляльок (№ 7), Дім Трибеля (№ 8/1) та Свято-Михайлівський кафедральний собор (на розі з вул. Київською) з пам'ятником митрополитові Іларіону (Іванові Огієнку) біля нього. У 2016 р. відбулася реконструкція вулиці, у 2018 р. на розі з вул. Лятошинського з'явився пішохідний фонтан. Михайлівська вулиця є традиційною відпочинковою локацією міста: тут розташовано чимало кав'ярень та інших закладів харчування, у будівлі № 10а працює Дитячий кінотеатр ім. Івана Франка, а в погожі дні місцеві художники виставляють на продаж власні картини. Окрім того, вулиця Михайлівська стала одним з головних місць гулянь на Новорічно-Різдвяні та Великодні свята.

### Ємільчине
Соборна вулиця (320 м)
Частина Соборної вулиці (від вул. Військової до вул. Шевченка) є пішохідною. На вулиці є парк, будинок культури, краєзнавчий музей, пам'ятники, магазини.

## Закарпатська область

### Ужгород

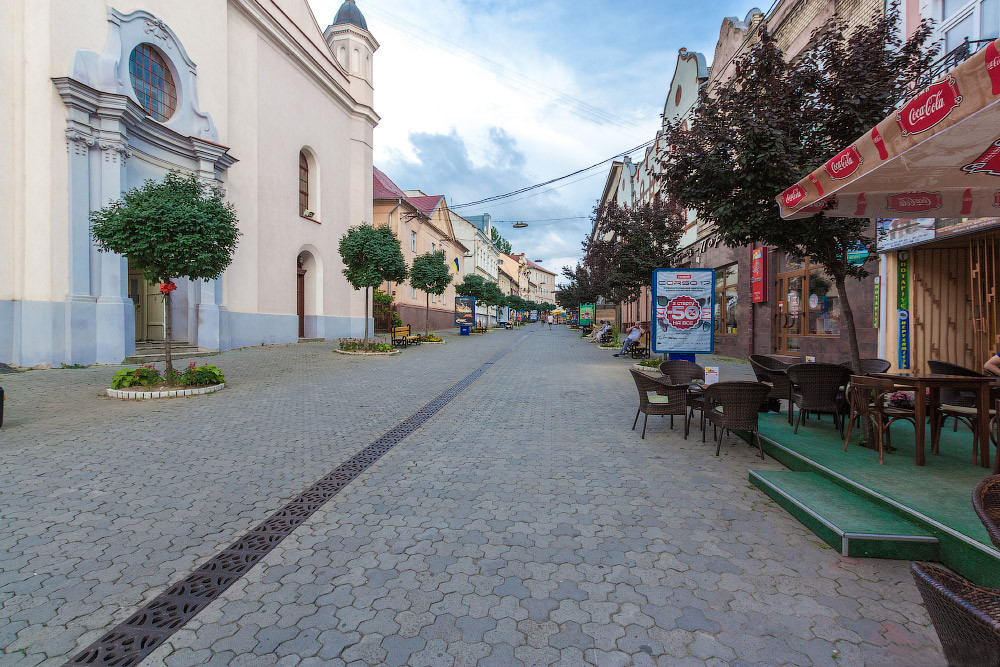
вул. Волошина (Ужгород)

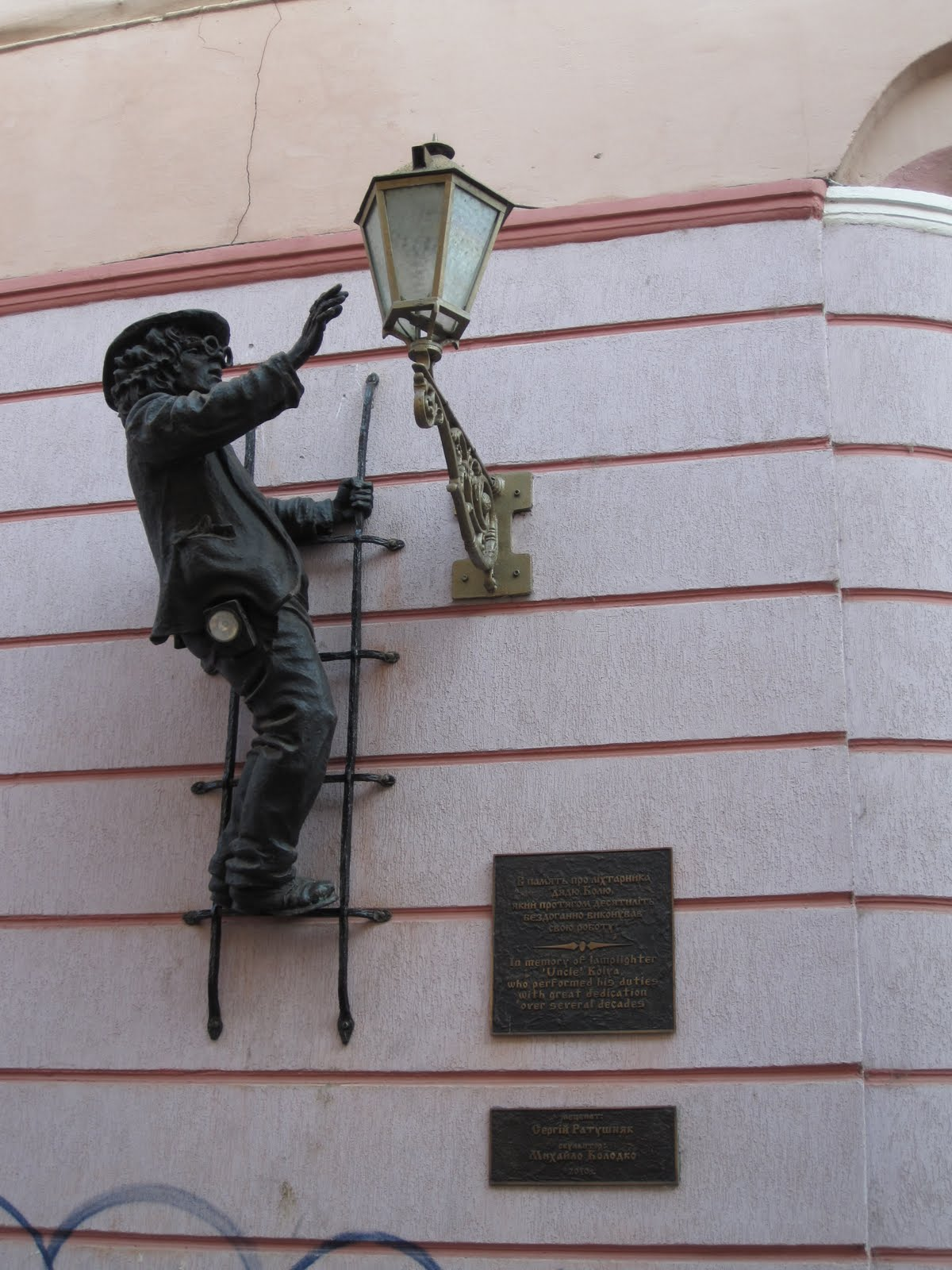
пам'ятник ліхтарнику на Корзо (Ужгород)

Вулиця Корзо (275 м) та Волошина (250 м)
В Ужгороді дві пішохідні вулиці: Корзо та Волошина. Вулиця Корзо повністю виправдовує свою назву, адже в перекладі з італійської означає «місце для прогулянок». Це вузька вулиця в дусі середньовіччя. Виходить на міську набережну з відомою сакуровою алеєю. Кожен рік навесні багато туристів приїжджають до Ужгорода подивитись на цвітіння цих японських дерев. Звичайно в цю пору в місті проходять свята або ярмарки.
Вулиця Волошина утворює з Корзо перехрестя. В місці їх перетину утворюється невеличка площа неправильної форми. На вулиці Волошина розташований Костел святого Юрія — римо-католицький храм 18 сторіччя.
У 2010 році на перехресті вулиць Корзо та Волошина на фасаді будинку встановили скульптуру ліхтарника. Це не вигаданий персонаж: колись протягом 40 років цей чоловік щовечора власноруч запалював електричні ліхтарі, що освітлювали вулицю в темну пору, та щоранку гасив їх. Кажуть, що звали ліхтарника дядьком Колею, та був він, попри нескладну професію, дуже ерудованим.

### Мукачево

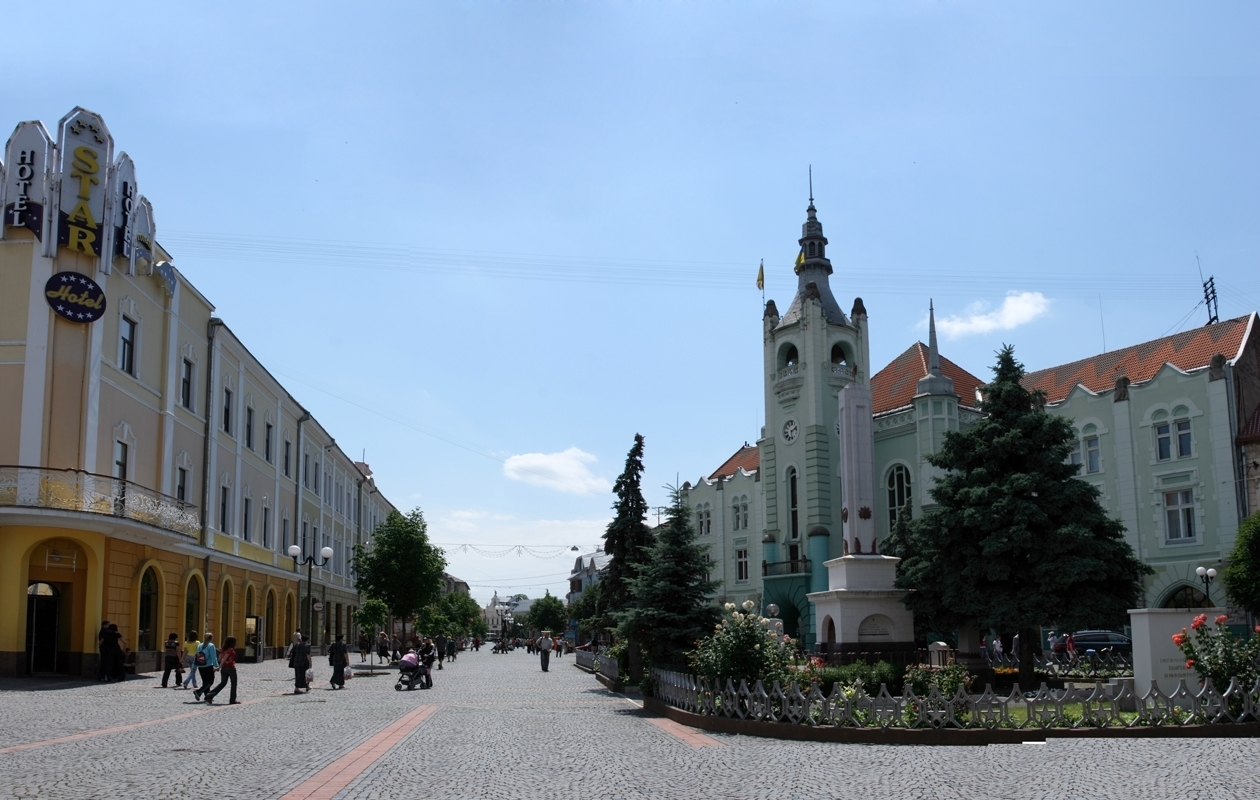
площа Духновича (Мукачево)

Площа Духновича (230 м) та площа Кирила та Мефодія (220 м)
Площі Духновича (до 2016 була частиною вулиці Пушкіна) та Кирила та Мефодія сполучаються між собою перехрестям. Попри назву, за витягнутою формою вони є класичними вулицями. Мукачівська ратуша (площа Духновича, 2) побудована в змішаному стилі з елементами модерну та неоготики.

### Берегове
Площа Кошута (235 м)

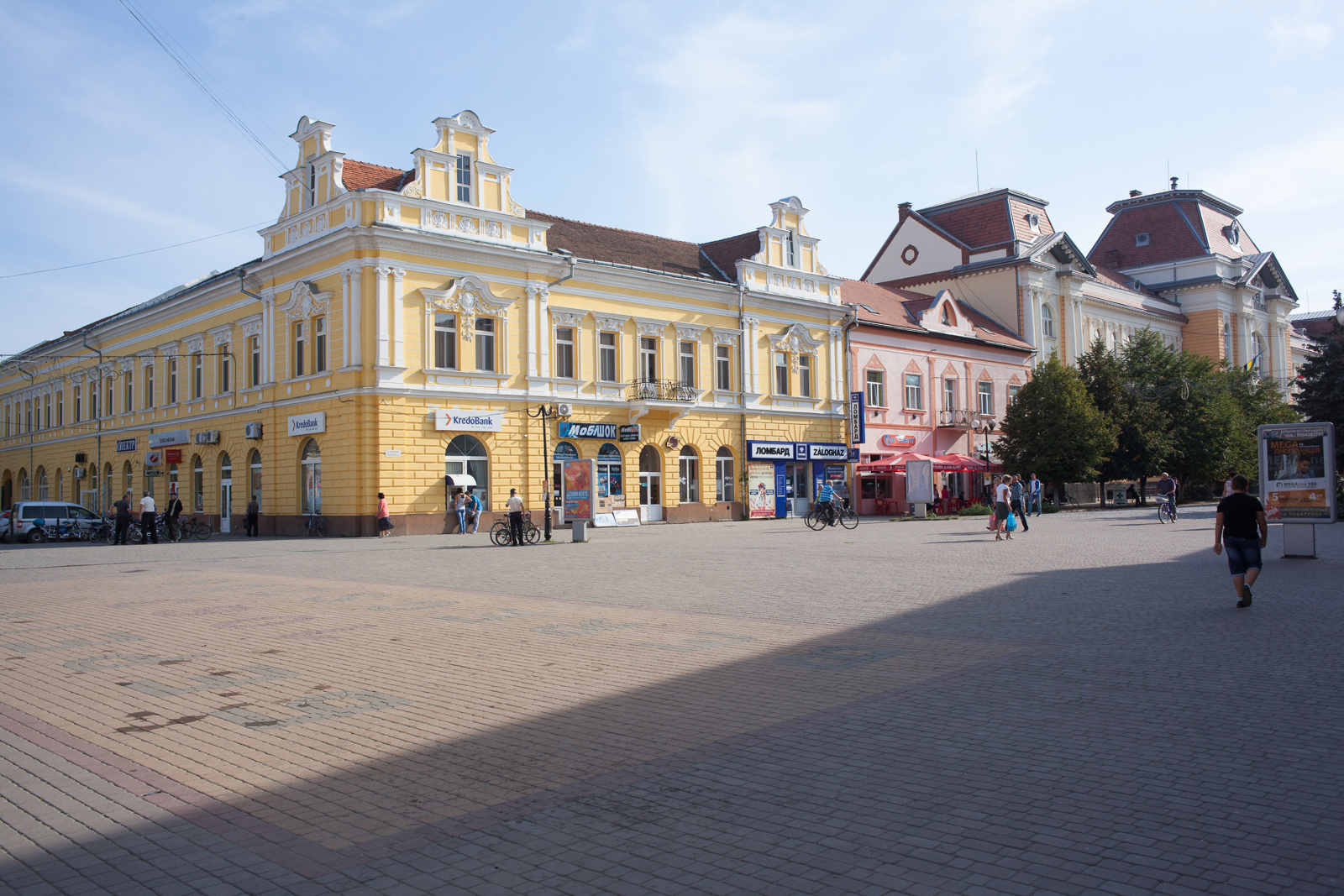
площа Кошута (Берегове)

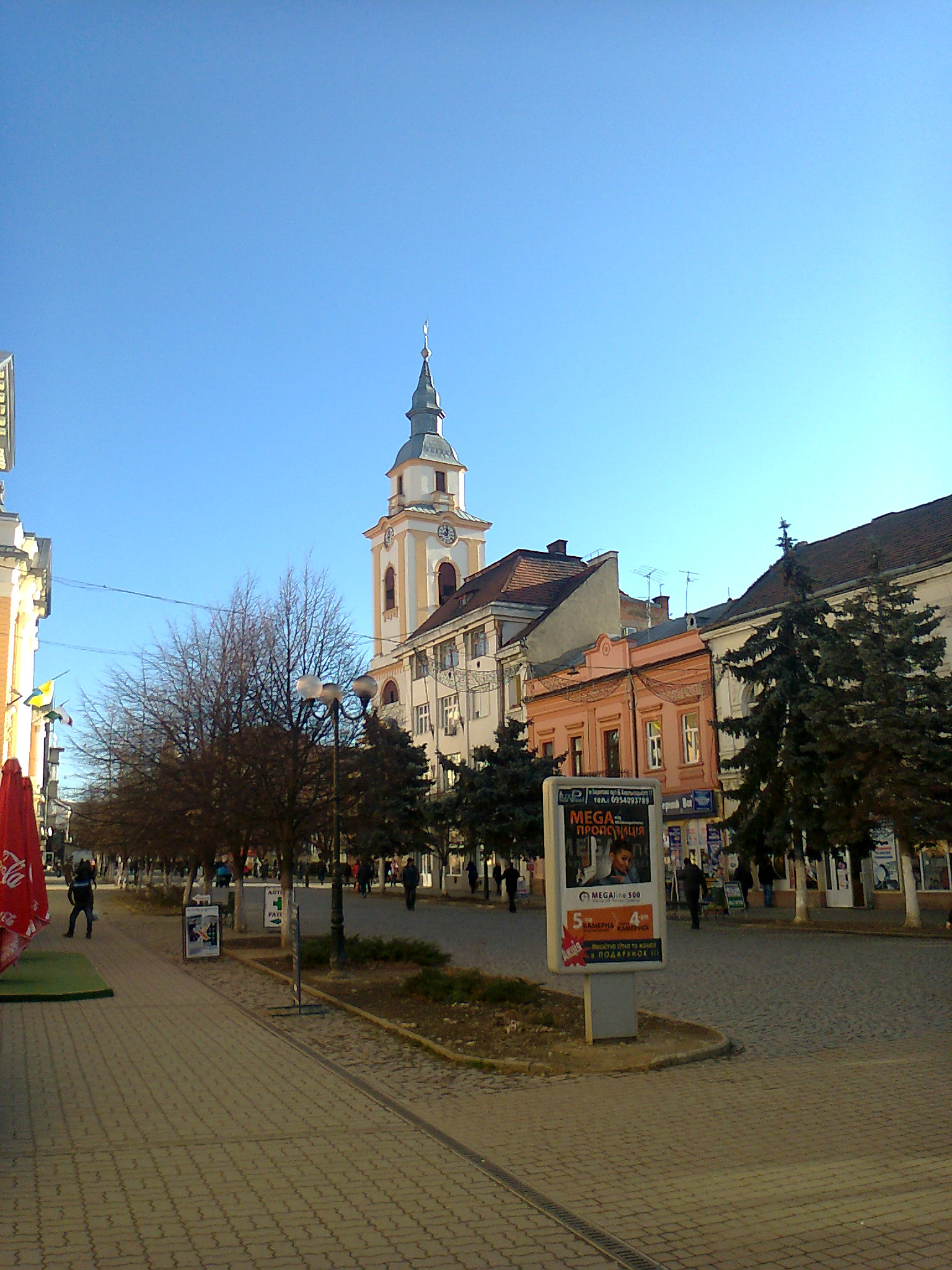
костел реформаторів на площі Кошута (Берегове)

Хоча вона називається площею, проте площею є лише з самого початку, а потім має вигляд звичайної вулиці. Збудований у 1908—1909 за проектом Ференця Яблонського в стилі бароко палац суду є архітектурною домінантою площі. Після реставрації в ньому розміщений Закарпатський угорський інститут імені Ференца Ракоці II з угорською мовою навчання. Іншою визначною пам'яткою площі є костел реформаторів, найвища культова будівля міста. Як і всюди на Закарпатті, є тут і взірці конструктивізму, як більш вдалі (будівля на площі Кошута, 2), так і менш вдалі (колишня синагога, яку перебудували під театр).

## Запорізька область

### Запоріжжя
Вулиця Сталеварів (235 м)

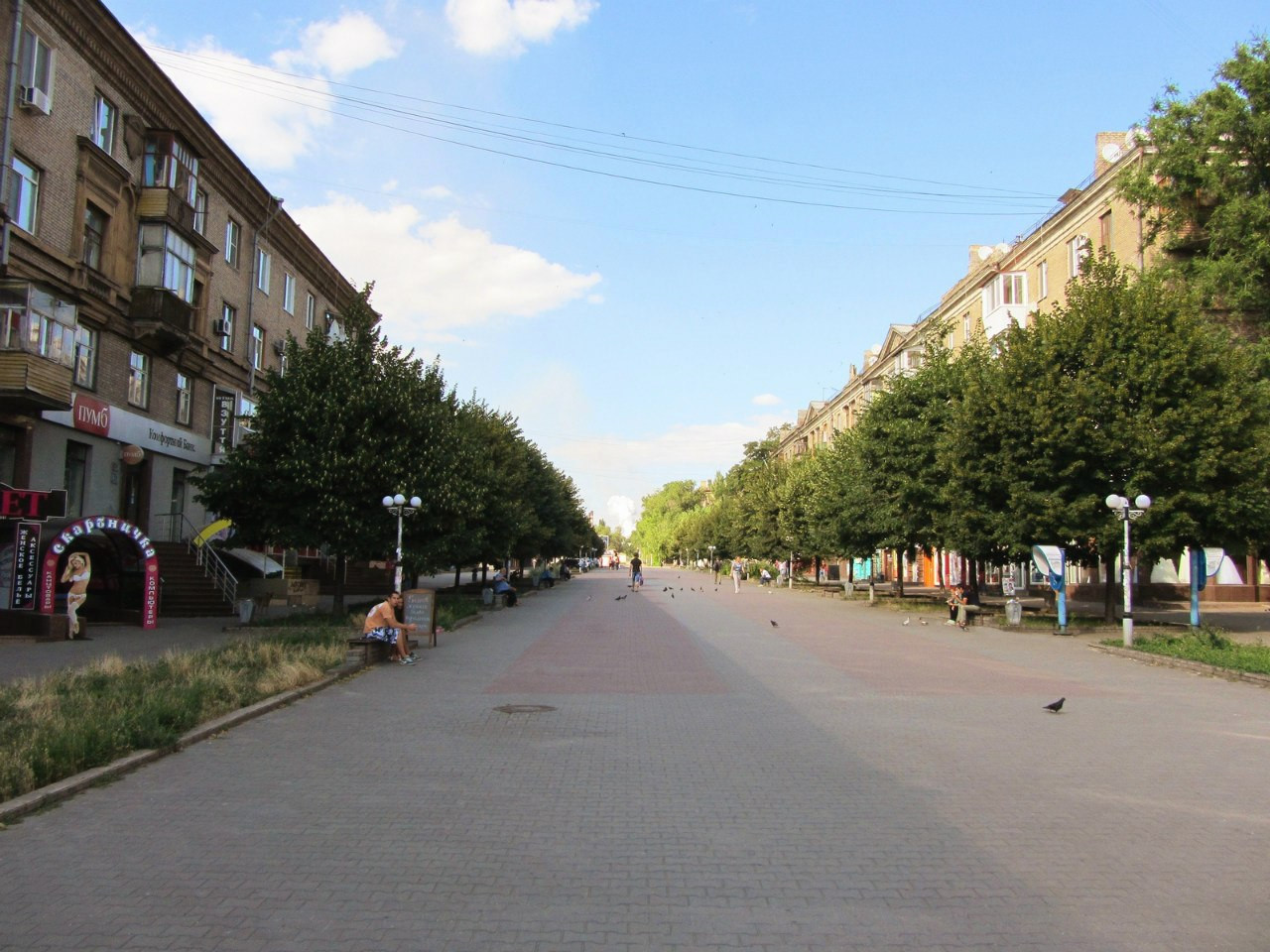
Вулиця Сталеварів (Запоріжжя)

Частина проспекту Сталеварів від Соборного проспекту до вулиці Незалежної України.

### Бердянськ
Азовський проспект (645 м)

Пам'ятник бичку-годувальнику наприкінці Азовського проспекту (Бердянськ)

Частина Азовського проспекту, закінчується набережною. Вздовж вулиці встановлено багато скульптур, створених з гумором: бичку-годувальнику, «Щасливе дитинство», пам'ятник курортникам та інші.

## Івано-Франківська область

### Івано-Франківськ

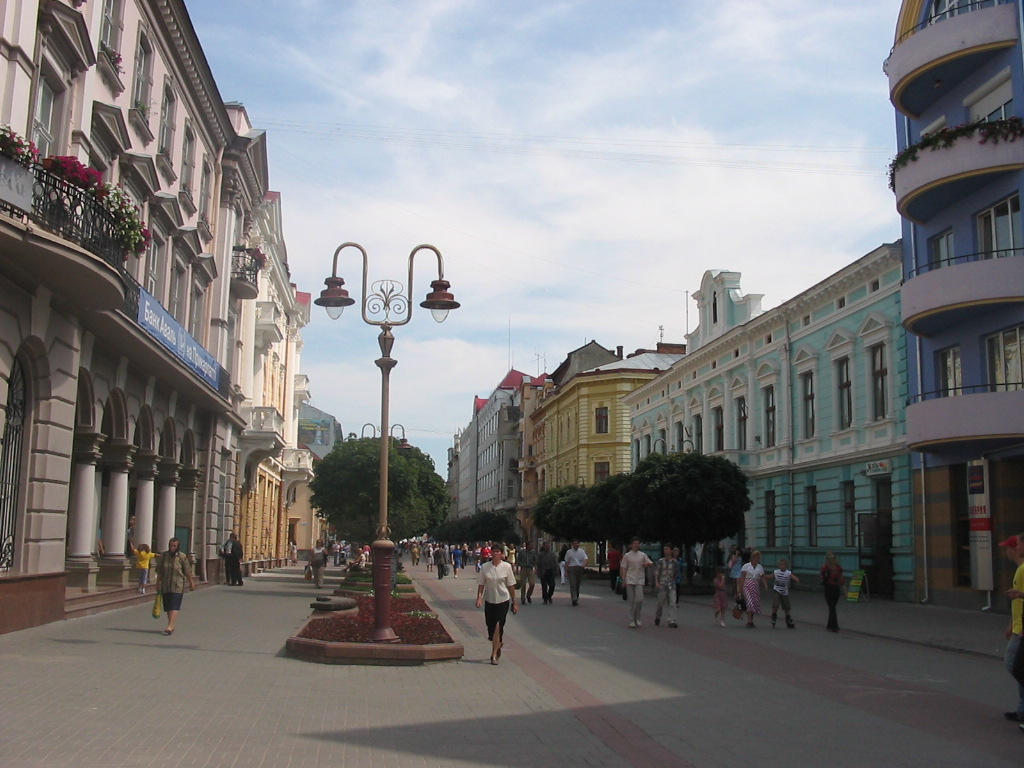
«Стометрівка», 2004 (Івано-Франківськ)

Вулиці Незалежності (410 м), Тринітарська (105 м), Лесі Українки (65 м), Станіславівська (120 м),
Частину вулиці Незалежності в Івано-Франківську часто називають «стометрівкою», але вона насправді трохи більша за 400 метрів. Це перша за хронологією пішохідна вулиця України, адже такою вона стала ще наприкінці 80-х років XX сторіччя. Слід зазначити, що юридично рух транспорту не заборонений, оскільки відсутні знаки «Пішохідна зона».
2017 року розпочалось облаштування цілого кварталу пішохідних вулиць в історичному центрі в межах вулиць Галицька, Станіславська, Тринітарська, Шеремети, Старозамкова, Страчених Націоналістів, Вірменська, Труша, площі Ринок та майдану Шептицького.

### Коломия

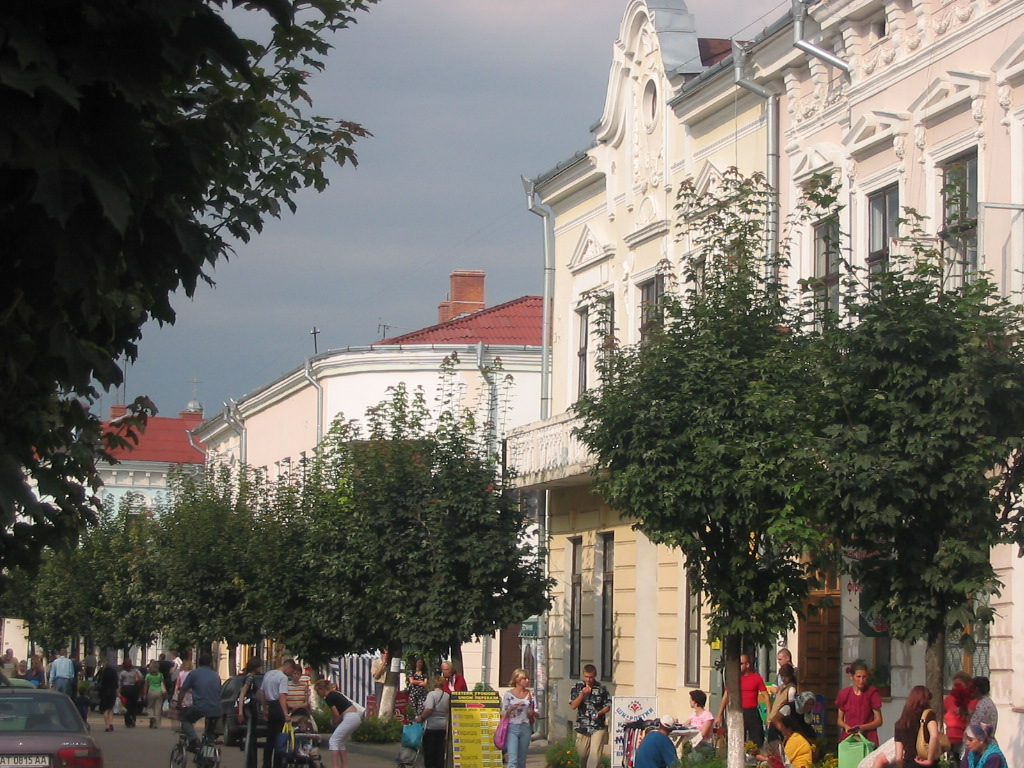
проспект Чороновола (Коломия)

Проспект В'ячеслава Чорновола (600 м)

## Київська область та Київ

### Буча
Вулиця Героїв Майдану (330 м)

вул. Героїв Майдану (Буча)

Пішохідною є частина вулиці Героїв Майдану (між Новим шосе та Санаторним провулком). Вулиця проходить серед радянської житлової забудови. Відсутність яскравої архітектури компенсують встановлені скульптури: «Ріка долі», монументальна куля, а також скульптурні слон та бегемотик на дитячому майданчику, який примикає до вулиці.

### Київ

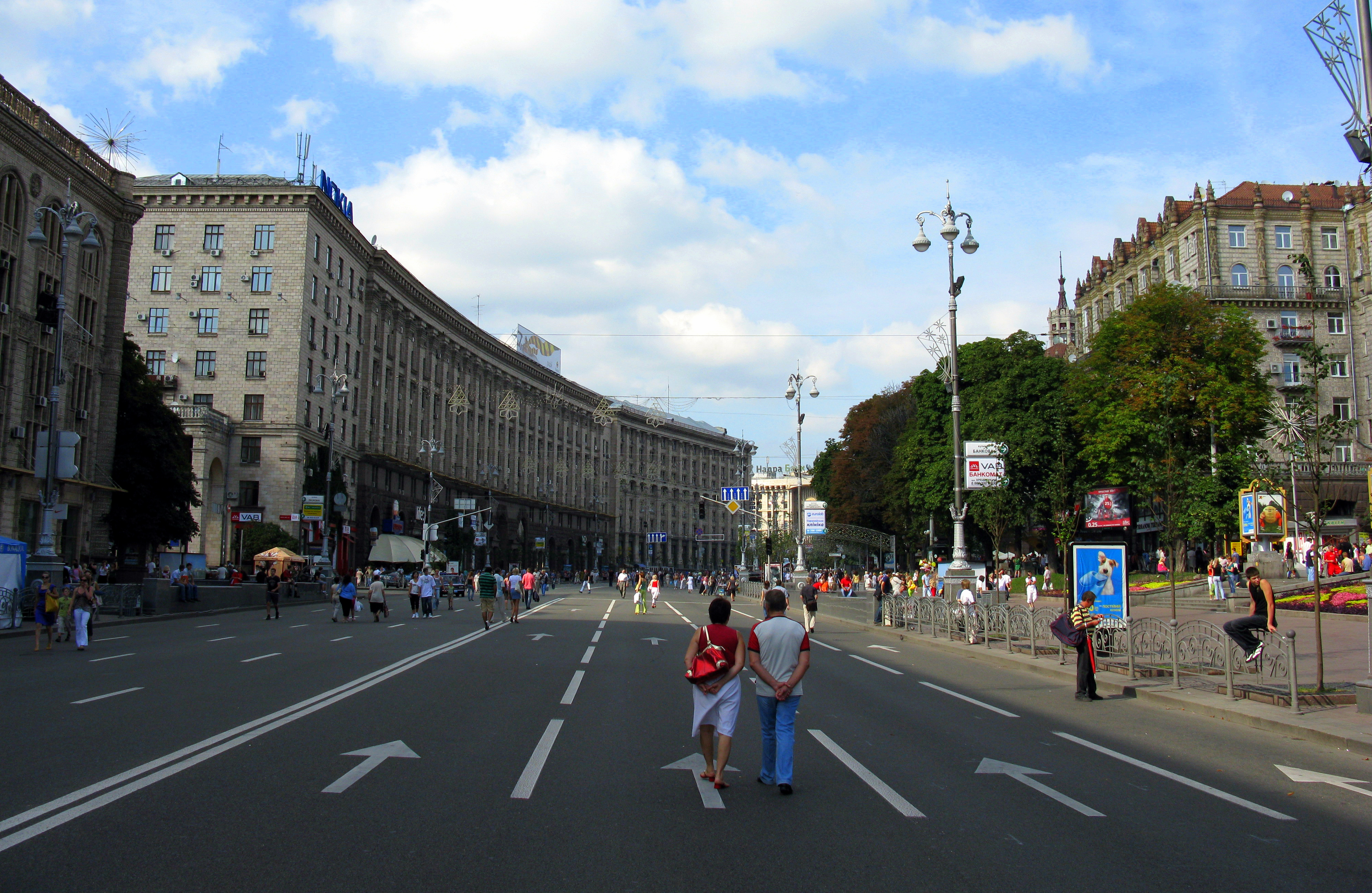
вул. Хрещатик (Київ)

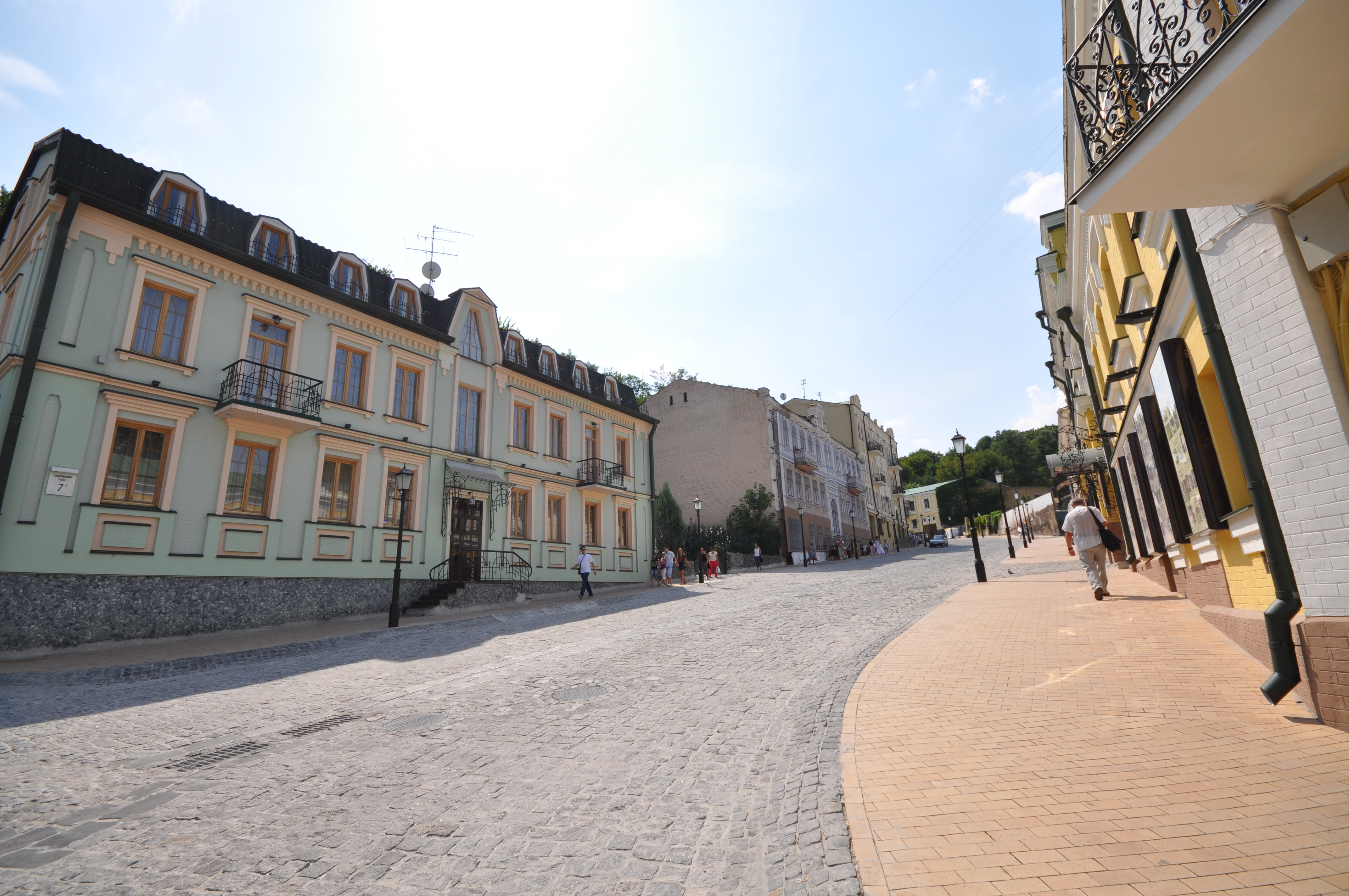
Андріївський узвіз (Київ)

Вулиця Петра Сагайдачного (260 м), Андріївський узвіз (650 м), алея Героїв Небесної Сотні (195 м), Бессарабський проїзд (130 м), Політехнічна вулиця (780 м). По вихідним та святам Хрещатик (600 м).
З 1 серпня 2017 пішохідною вулицею стала частина вулиці Сагайдачного (від Контрактової площі до Андріївської вулиці). Станом на початок 2023 вулиця залишає вигляд дороги для автомобілів, дизайнерське переобладнання під пішохідну очікується в майбутньому.
Центральний проспект столиці України, Хрещатик, від вулиці Богдана Хмельницького до Майдану Незалежності перекривають на вихідні, і він перетворюється на повністю пішохідну зону із численними вуличними музикантами, брейкдансерами, клоунами, продавцями дитячих іграшок і всіляких цікавинок.
З 29 червня 2016 року почали працювати автоматичні боларди на Андріївському узвозі. Боларди перекрили наскрізний проїзд вулицею (зверху до вулиці Боричів Тік), пульти від них є у жителів прилеглих будинків та у служб спецтранспорту.
З липня 2015 пішохідною стала частина алеї Героїв Небесної Сотні.
У 2005 році міська влада оголосила пішохідною вулицю Політехнічну, яка пролягає через студмістечко НТУУ «КПІ». Згодом автомобільний рух був повністю перекритий, покриття відремонтоване (тротуари і колишню проїжджу частину зробили в один рівень). В теплу пору доби вулиця популярна для катання на роликах, працює прокат.
09 листопада 2021 року пішохідним став Бессарабський проїзд (частина Бесарабської площі).

## Кіровоградська область

### Кропивницький
Театральна вулиця (570 м)

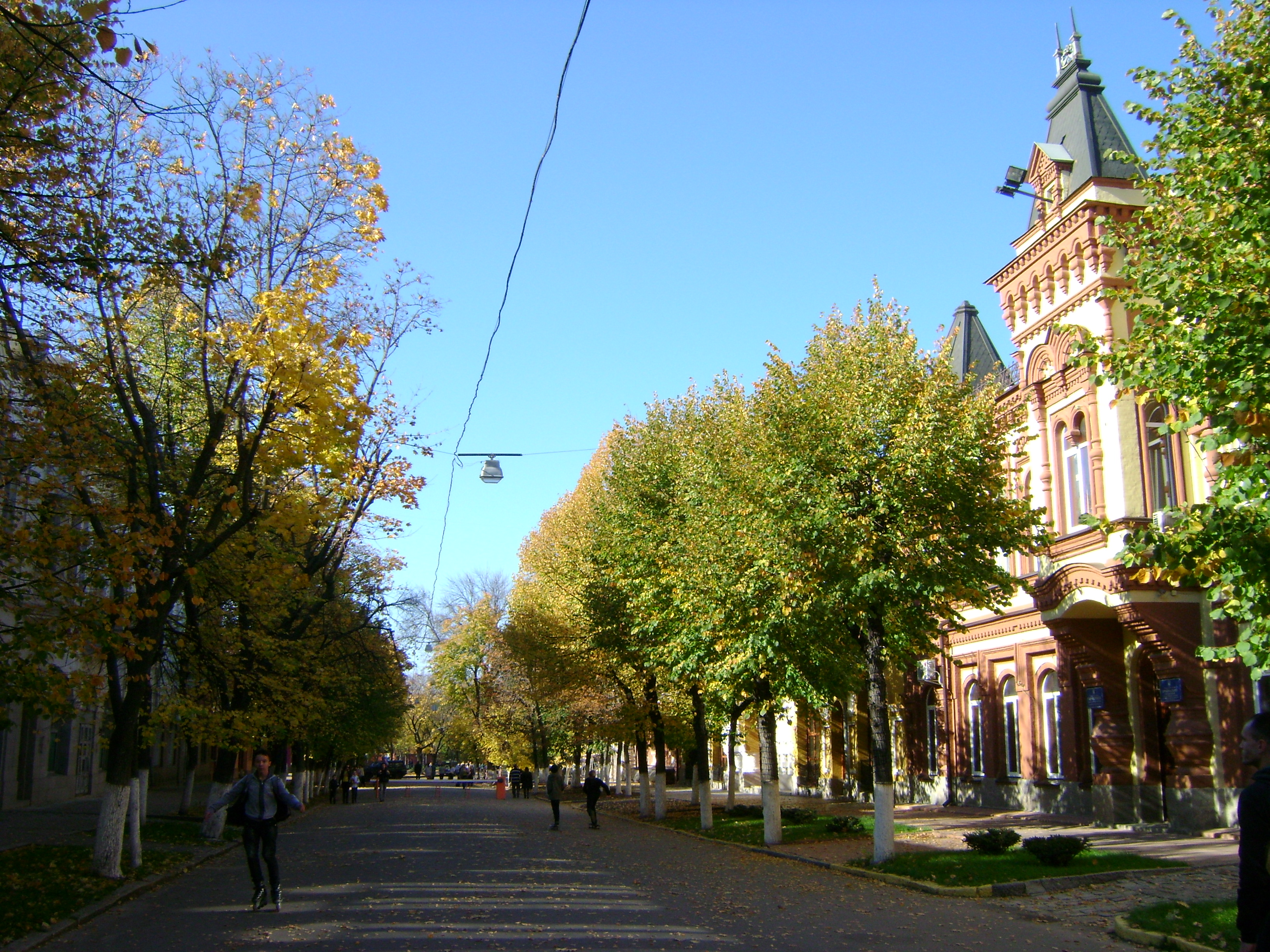
вул. Театральна (Кропивницький)

Частина Театральної вулиці. Рішення про перетворення вулиці на пішохідну з'явилося ще в 2008 році, але тільки в 2011 році влада міста нарешті встановила огорожі, та автомобілі перестали заїжджати на вулицю. Вздовж вулиці збереглися будинки російської архітектури 19 сторіччя, зараз йде поетапна реконструкція їхніх фасадів.

### Знам'янка
Проспект Шкільний (400 м)

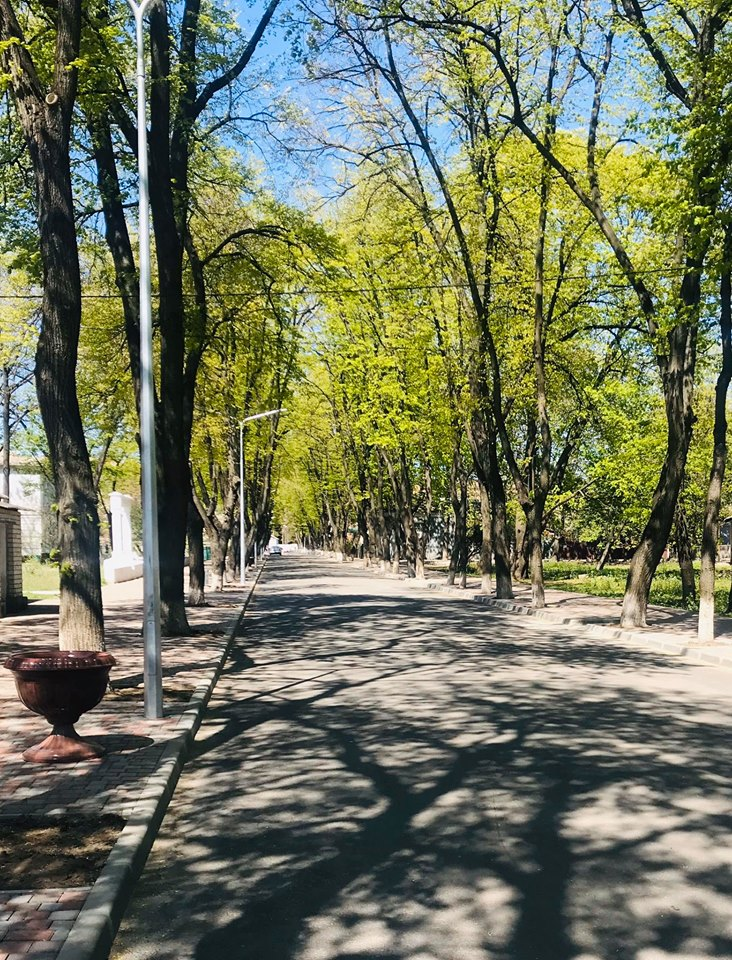
просп. Шкільний (Згам'янка)

В 2020 році згідно рішення Знам'янської міської ради рішення № 2396 від 27.02.2020 року "Про внесення змін до схеми дислокації дорожніх знаків по місту Знам'янка, затвердженої рішенням міської ради від 31 березня 2009 року № 924 «Про організацію дорожнього руху по м. Знам'янка» створенню пішохідну зону по проспекту Шкільному.

## Крим (АРК та Севастополь)

### Сімферополь

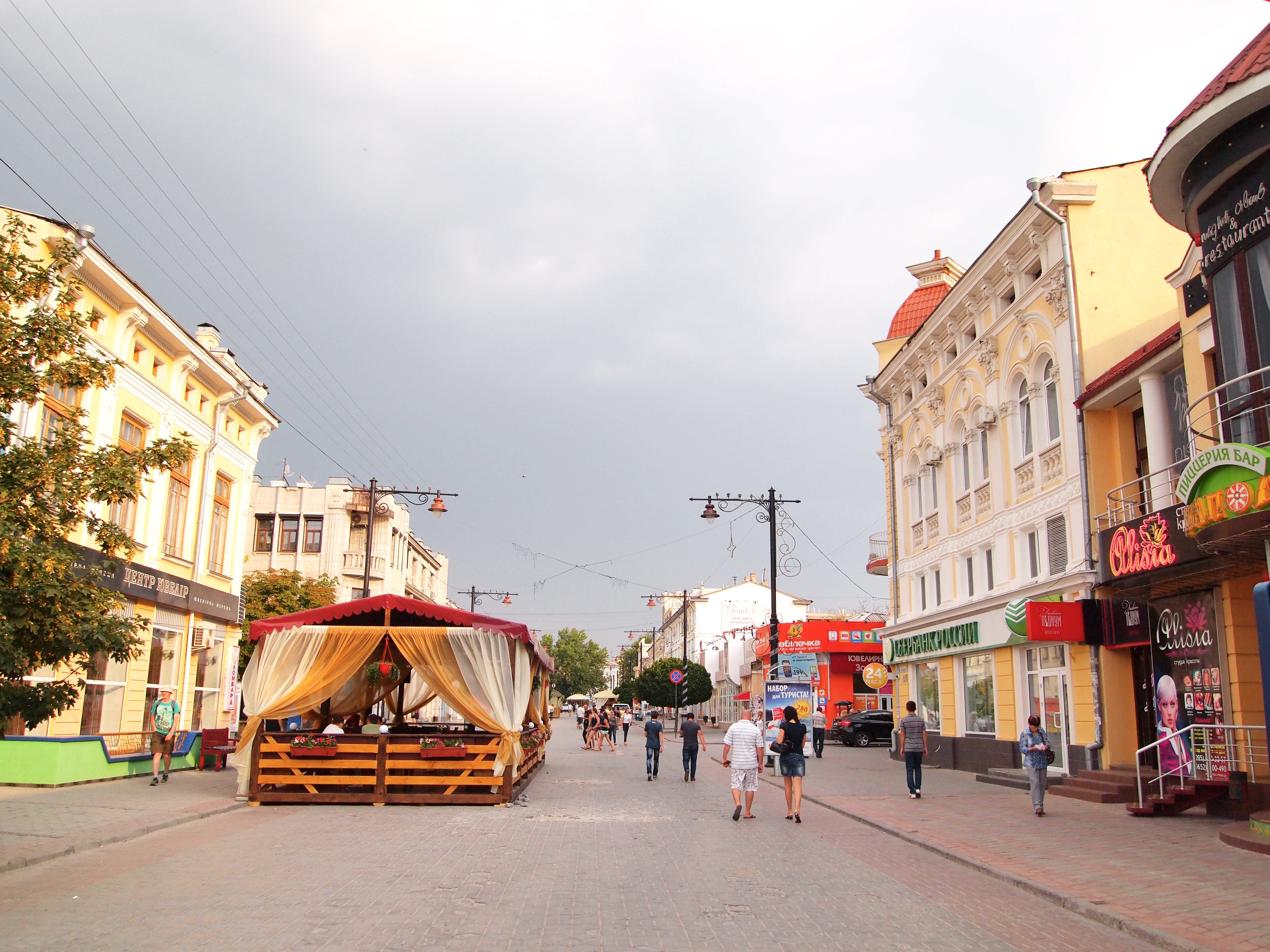
вул. К. Маркса (Сімферополь)

Вулиці Пушкіна (540 м) та К. Маркса (Катерининська) (350 м)
В Сімферополі дві пішохідні вулиці, які утворюють між собою перехрестя: Пушкіна та частина вулиці К.Маркса (Катерининська). Перебудова пройшла на початку 2000-х років. По центру вулиць встановлені лавочки.

### Керч
Вулиця Леніна (730 м)
Відкриття: 2001 р. Друга черга — 2013 р.

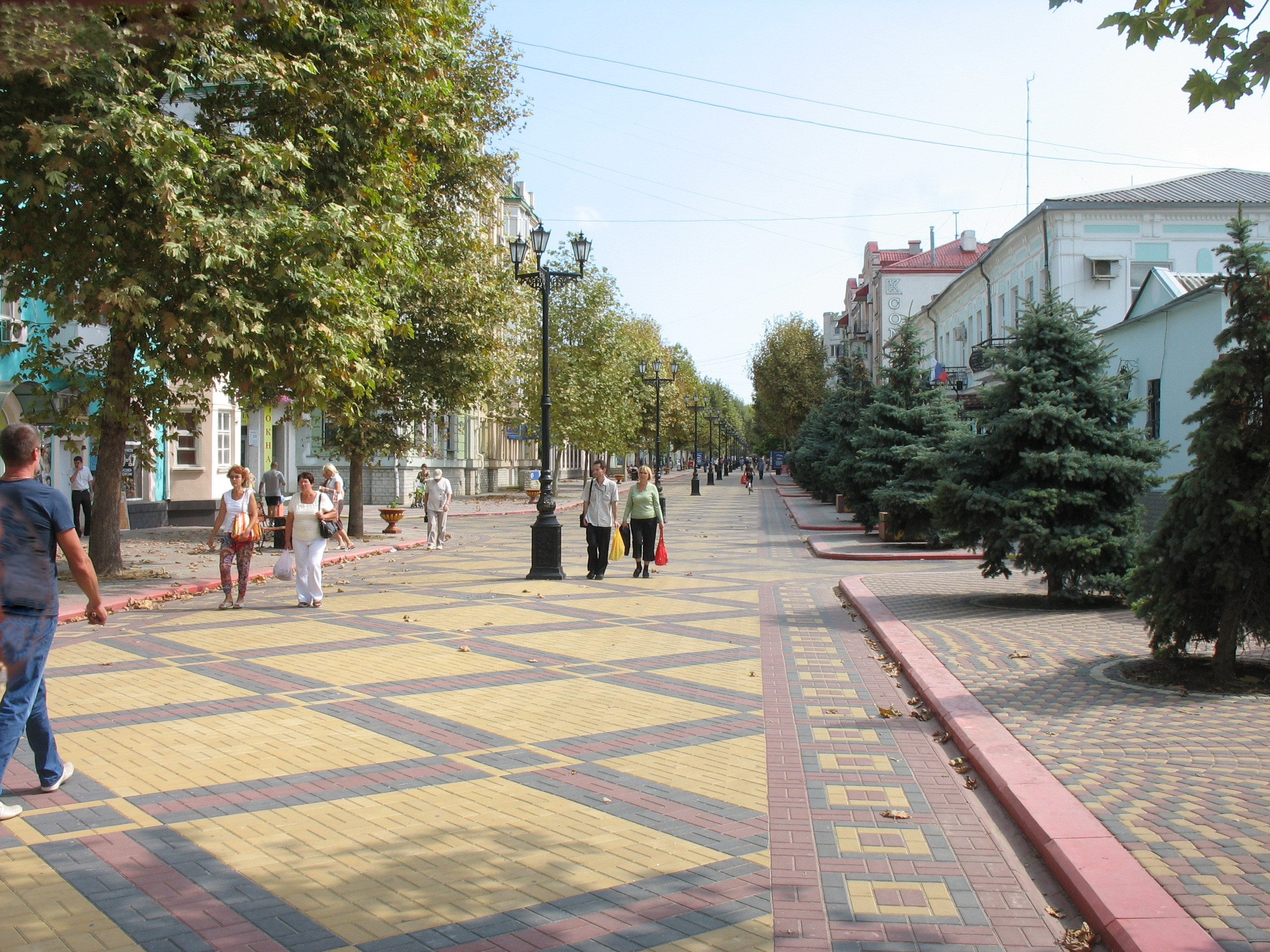
вул. Леніна (Керч)

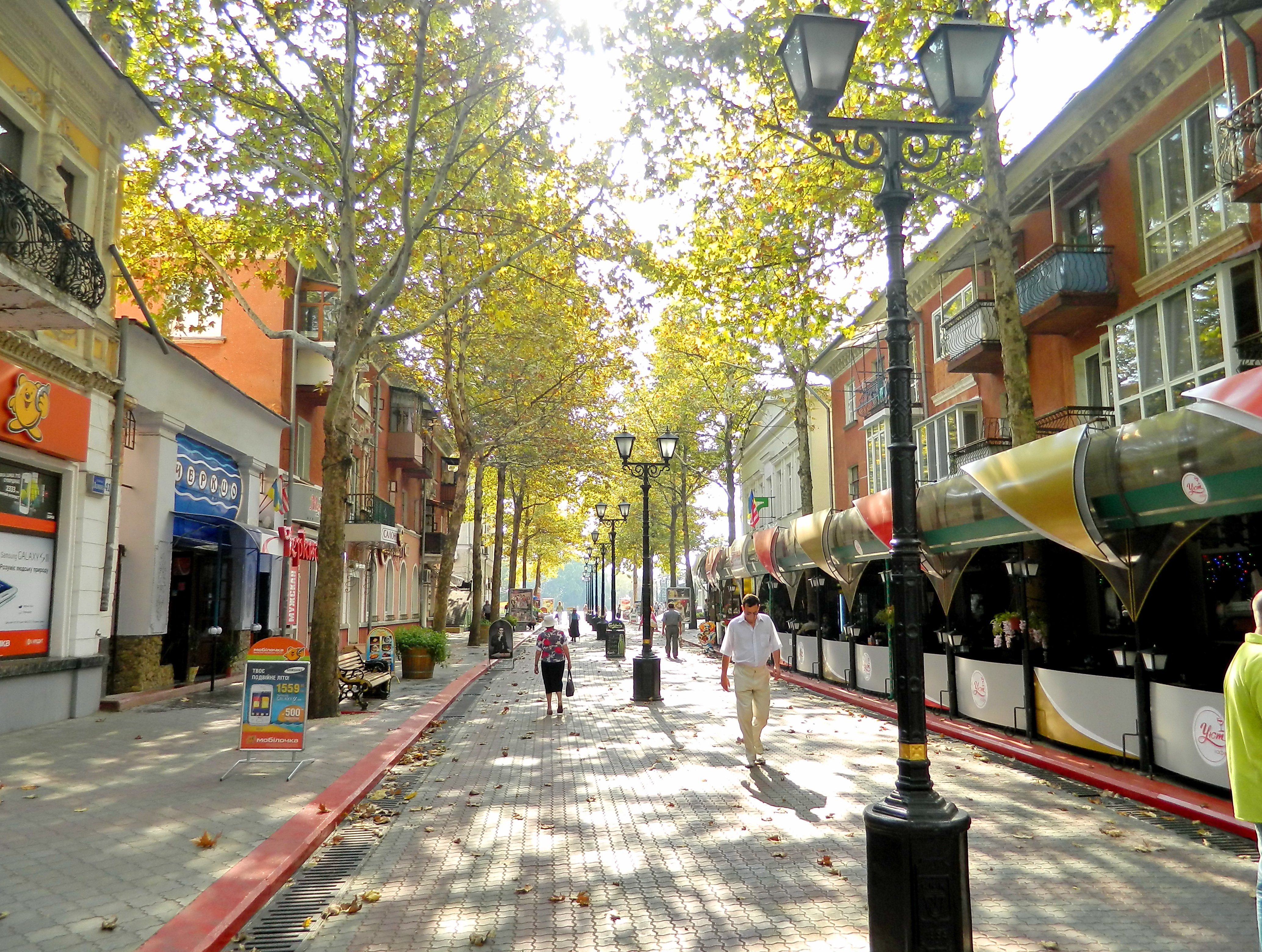
вул. Леніна (Керч)

Вул. Леніна є центральною вулицею Керчі. В рамках програми реконструкції центру міста 1998—2002 років раніше відкриту для автомобілів вулицю запланували зробити повністю пішохідною. В 2001 році була здана перша черга вулиці, другу чергу реконструювали під пішохідну лише в 2012—2013 та завершили наприкінці 2013 року. Через велику різницю в часі будування першої та другої черг вони різняться за стилем: перша, яка примикає до майдану Леніна та набережної, має більш просту тротуарну плитку. Друга черга має більш сучасну яскраву різнокольорову плитку.
У ході реконструкції були відновлені та пофарбовані в яскраві кольори фасади будинків. Старі тополі змінили на платани. На кожному ліхтарному стовпі, на кожному дорожньому люку та на кожній адресній табличці є зображення символу Керчі — грифона. Вздовж вулиці багато лавочок, навіть увечері, коли багато людей виходить на прогулянку, завжди знайдеться на них місце.
Поруч з вулицею стоїть гора Мітридат, один з головних символів Керчі. З неї відкривається панорамний вид на місто та Керченську протоку.

### Феодосія
Вулиця Галерейна (325 м)

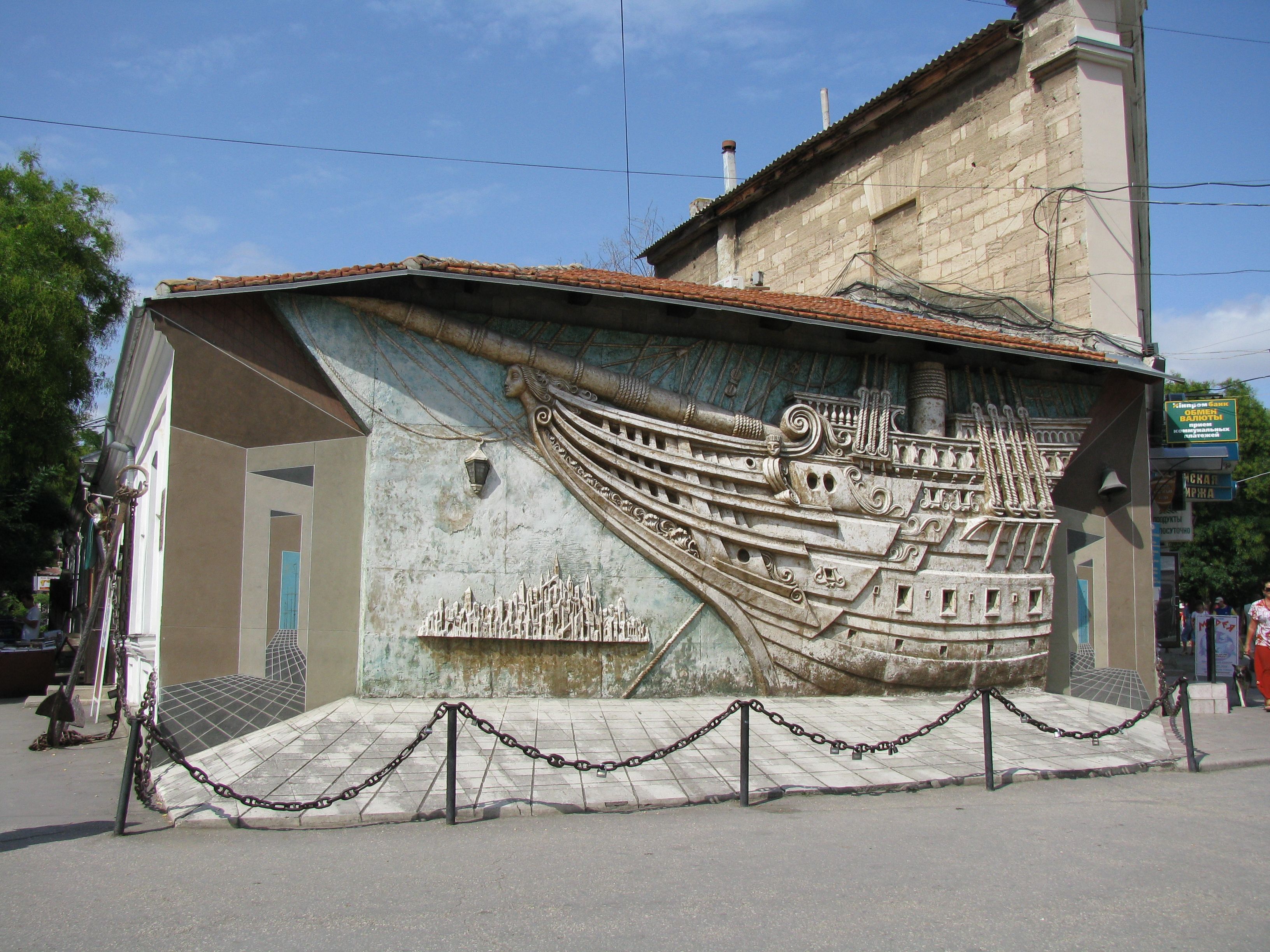
панно на музеї Гріна, вул. Галерейна (Феодосія)

Вулиця Галерейна розпочинається прямо від набережної, біля феодосійського залізничного вокзалу. Головними пам'ятками вулиці є два музеї: Картинна галерея Айвазовського та Музей Олександра Гріна, який відзначається красивим панно з зображенням бригантини на фасаді.

### Ялта

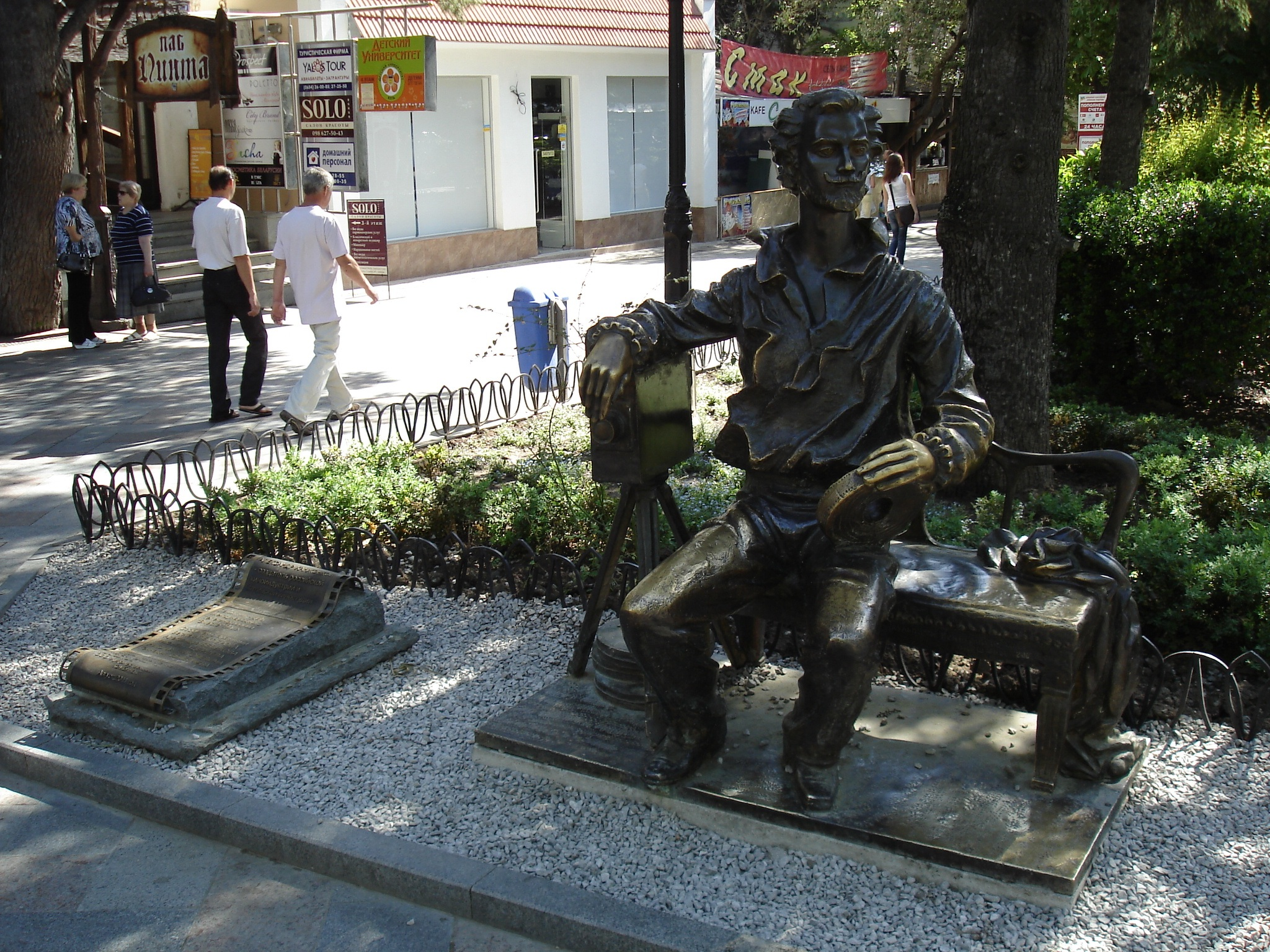
пам'ятник Олександру Ханжонкову на Пушкінській (Ялта)

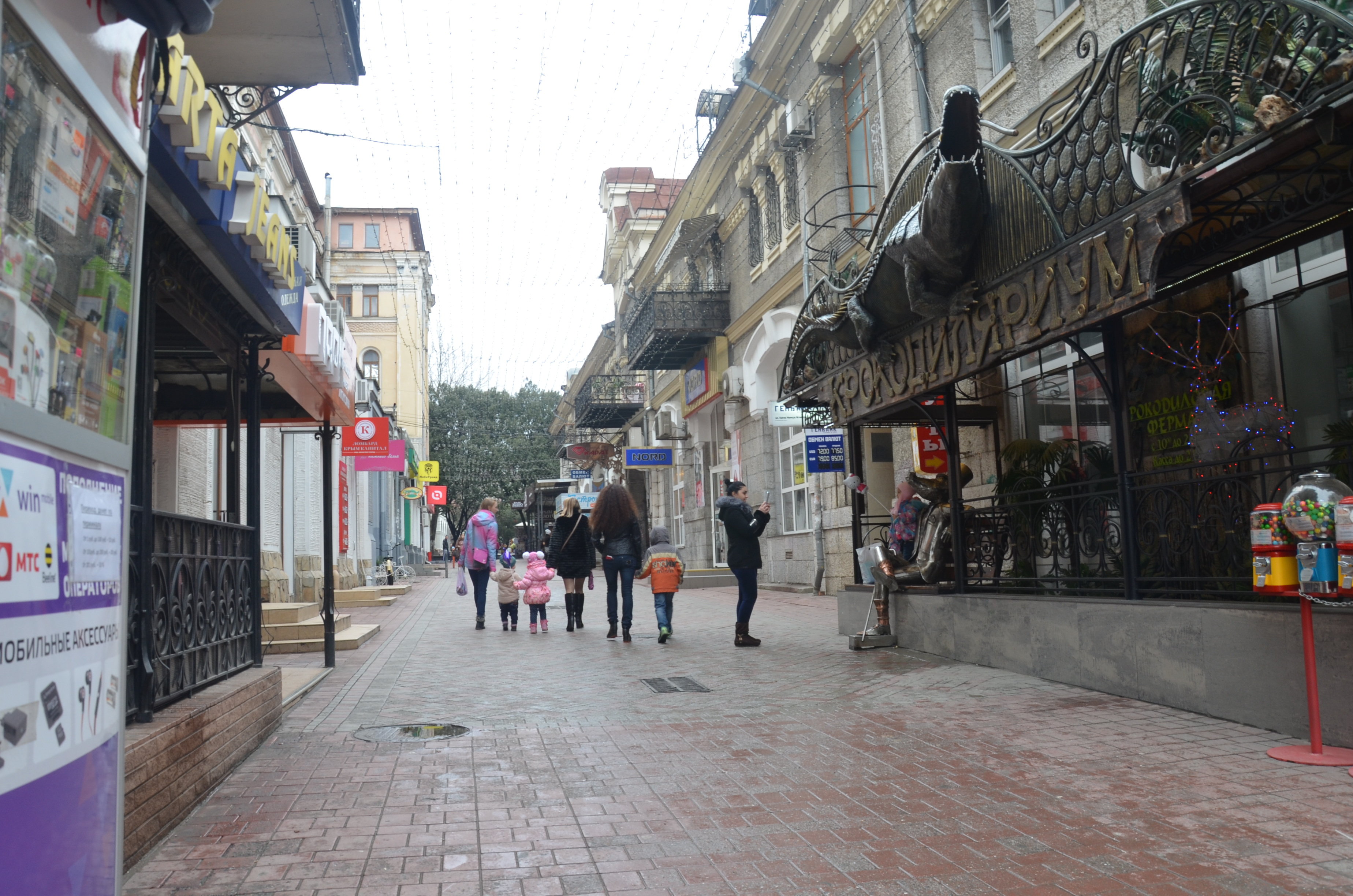
Графський проїзд (Ялта)

Вулиці Пушкінська (670 м) та Графський проїзд (75 м)
Вулиця Пушкінська починається від набережної Ялти — однієї з найкращих набережних Криму. Пішохідна зона тут облаштована в 1970-х роках. Лише з одного краю вона оточується будинками, а вздовж протилежного тече міська маленька річка Учан-Су. Капітальні торгові кіоски архітектурно перевантажують вулицю. З визначних будівель слід відмітити католицький храм Непорочного Зачаття Пресвятої Богородиці та ялтинський акваріум «Кубик». Фасад останнього виконаний у вигляді суцільного скла, під яким постійно тече вода.
На вулиці встановлені пам'ятники Олександру Пушкіну та Олександру Ханжонкову, одному з засновників кінематографу Російської імперії.
Графський проїзд є дуже маленькою пішохідною вуличкою, довжиною в один будинок. Розташований по іншу сторону набережної, ніж вулиця Пушкінська, та, на відміну від неї, має яскравіший архітектурний вигляд. На Графському проїзді розташовується крокодиляріум — крокодиляча ферма. Поряд з крокодиляріумом встановлена скульптура крокодилу, який сидить на лавочці. Поряд з нею люблять фотографуватися перехожі.
                                                                                                                                                                                                                                                                                                                                                              

### Білогірськ
Вулиця Луначарського (750 м)

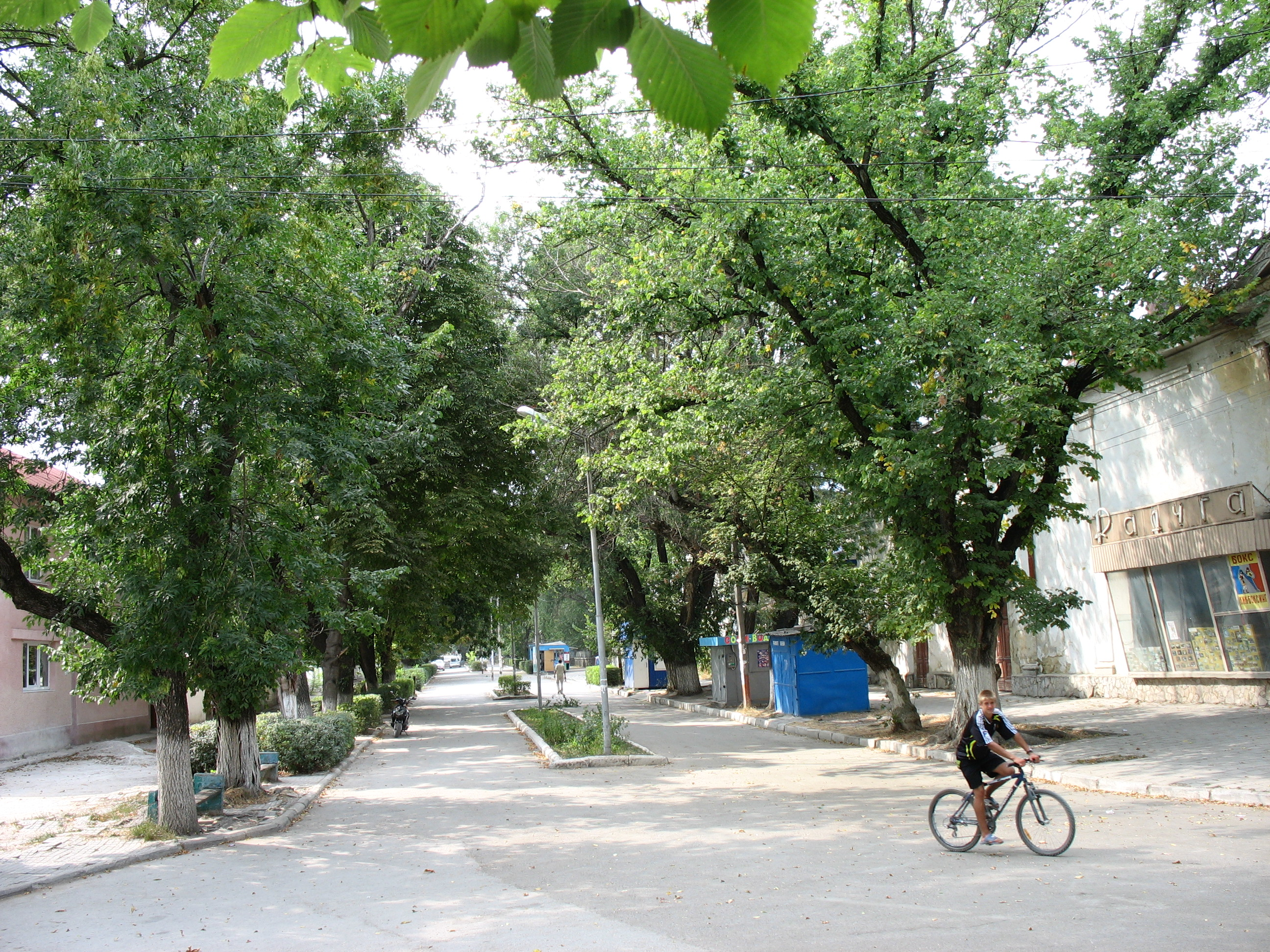
вул. Луначарського (Білогірськ)

Пішохідною є частина вулиці Луначарського. Вулиця має лише дві визначні будівлі: будинок культури у стилі радянського неокласицизму та будівлю Соборної мечеті (збудована у 2013—2015 роках). Встановлений пам'ятник Олександру Суворову. Вулиця закінчується залишками караван-сараю Таш-Хан.

## Львівська область

### Львів

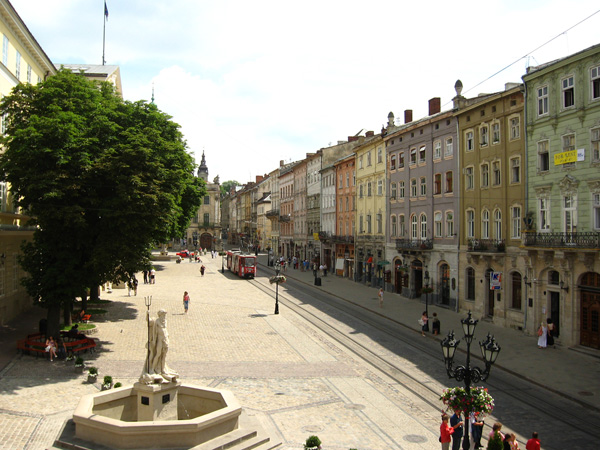
площа Ринок (Львів)

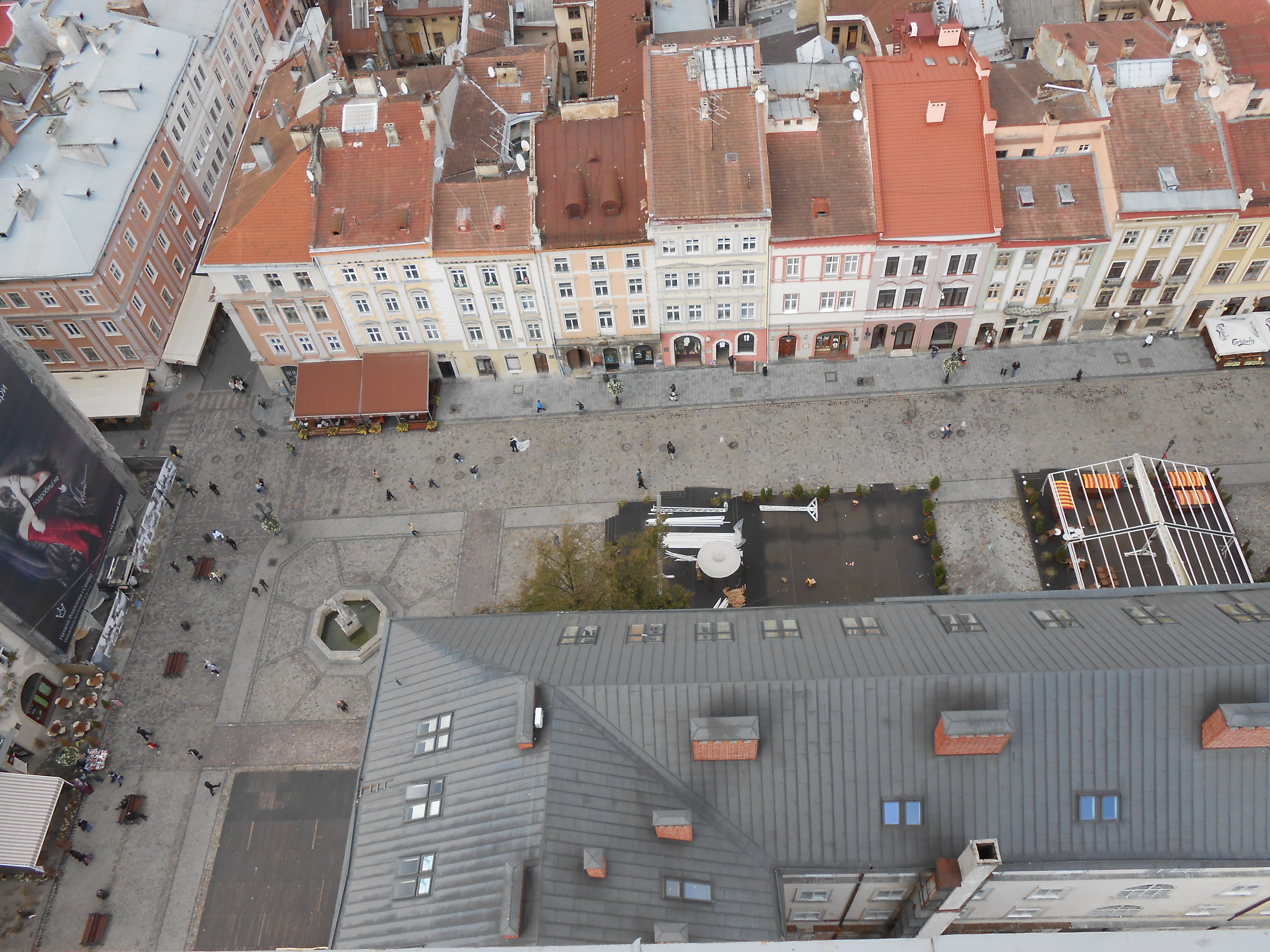
вид з Ратуші (Львів)

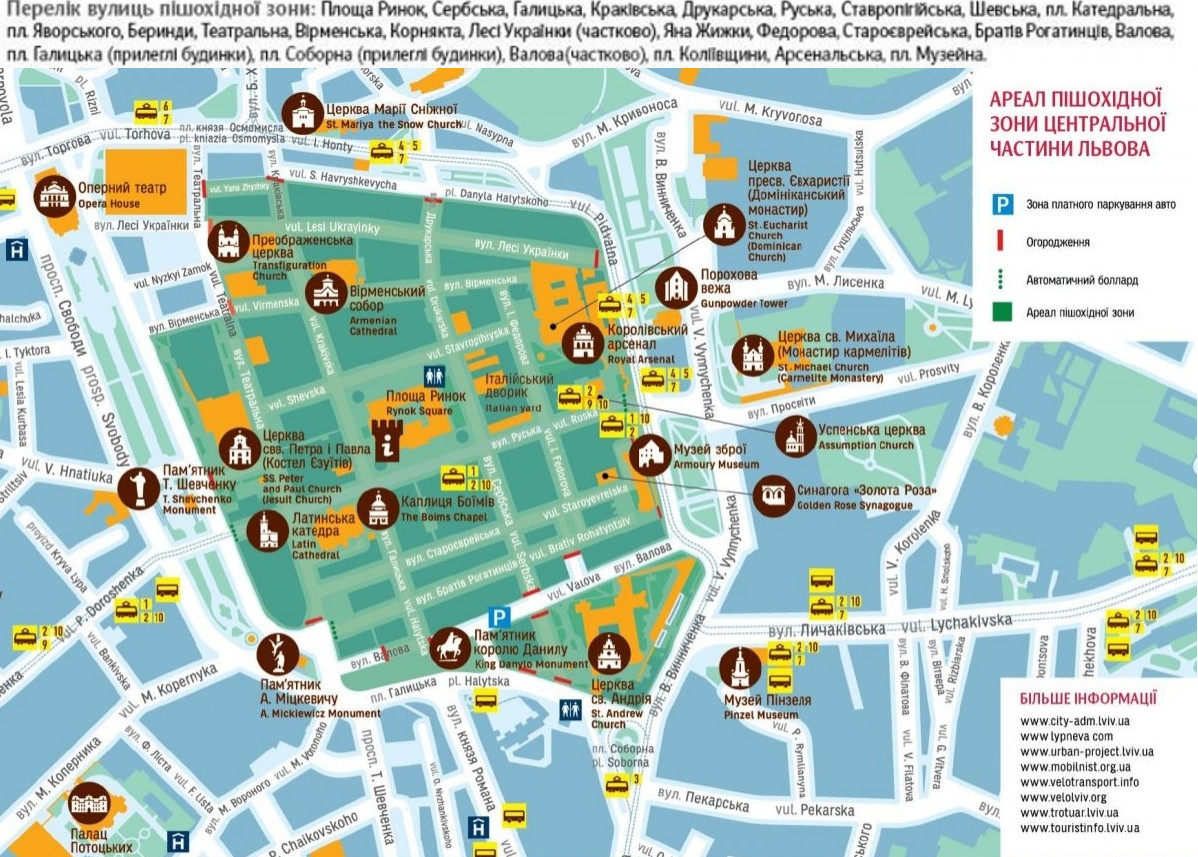
схема пішохідної зони Львова

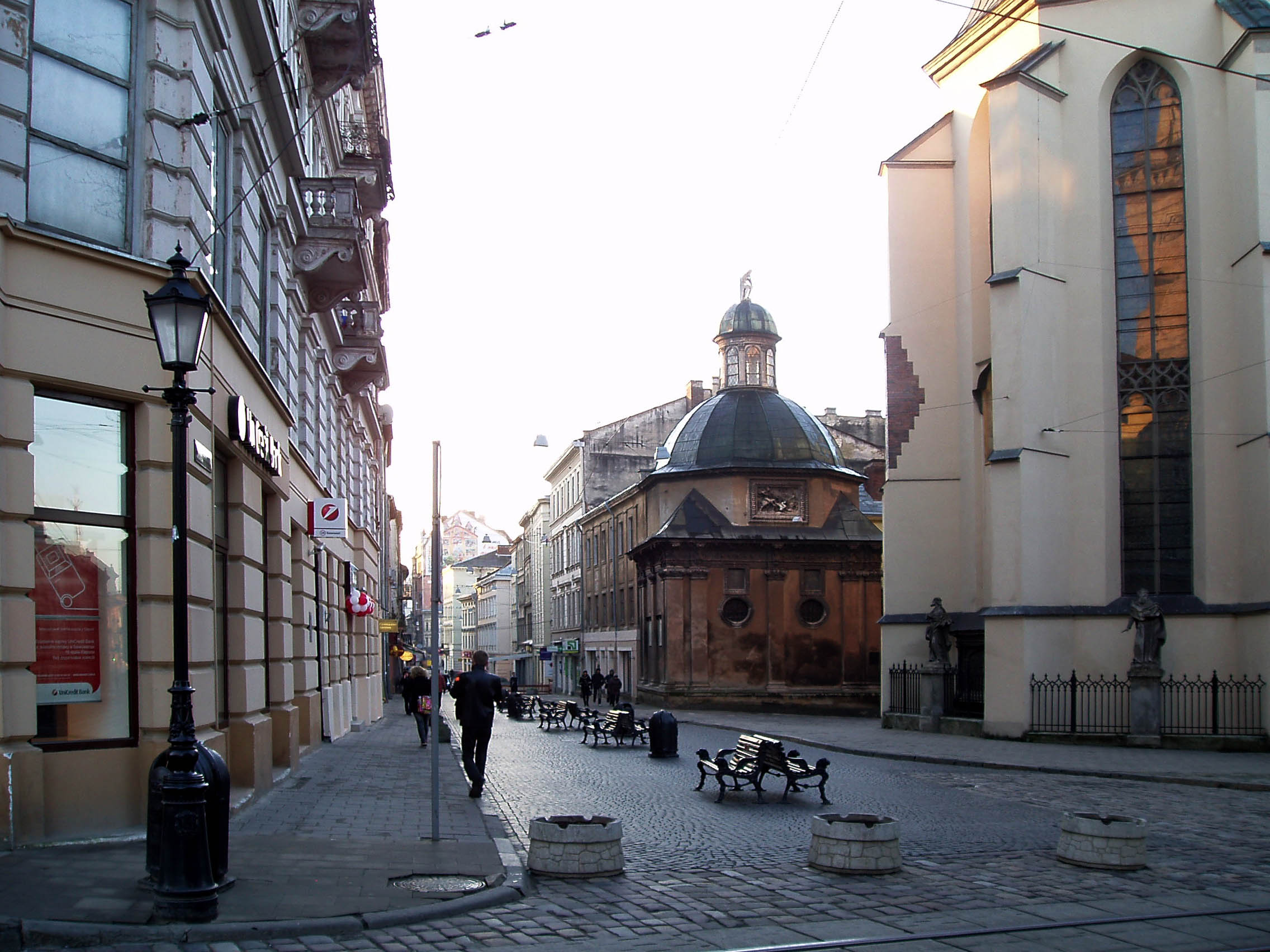
вул. Галицька (Львів)

У Львові створено пішохідну зону (повністю або частково 26 вулиць і площ), що займає частину історичного центру міста, внесену до списку світової спадщини ЮНЕСКО. На деяких вулицях пішохідної зони також дозволяється рух трамваїв, доставка товарів і паркування мешканців. Також пішохідними в неділю і на свята стають проспект Свободи (350 метрів) і площа Міцкевича.
Посередині пішохідної зони розташована центральна площа міста — площа Ринок. Також у цій зоні є багато визначних споруд, наприклад міська ратуша, Латинський катедральний собор, Домініканський костел, Костел єзуїтів і т. д. На проспекті Свободи є Театр опери і балету імені Марії Крушельницької і пам'ятник Тарасу Шевченку.
В межах пішохідної зони знаходиться велика кількість кав'ярень, ресторанів і пабів, що можуть розташовуватись як в підвалах кам'яниць, так і займати кілька поверхів чи весь будинок.
Пішохідна зона обмежена вулицями Валова — Підвальна — пл. Данила Галицького — вул. Гавришкевича — пл. Осмомисла — частково Театральна — частково Вірменська — пр. Свободи — пл. Міцкевича (дивись схему праворуч).
З 2015 року після реконструкції вул. Леся Курбаса також стала пішохідною.
Загалом, пішохідними є ряд вулиць в межах історичного середовища у Львові:
- проїзд Крива Липа (з 2013 року)
- вул. Леся Курбаса (з 2015)
- вул. Кавова (з 2017)
- вул. Руданського (з 2019)
- вул. Нижанківського (з 2019)

### Дрогобич
У місті пішохідними є центральна площа Ринок та площі Замкова Гора й Василя Стефаника, що знаходяться поруч. Також площа Тараса Шевченка. Проїзд обмежено вулицями Осьмомисла, Шкільною, Бандери, Ковальскою, Шевською, Малою, Малим Ринком та Шолом-Алейхема.

### Золочів

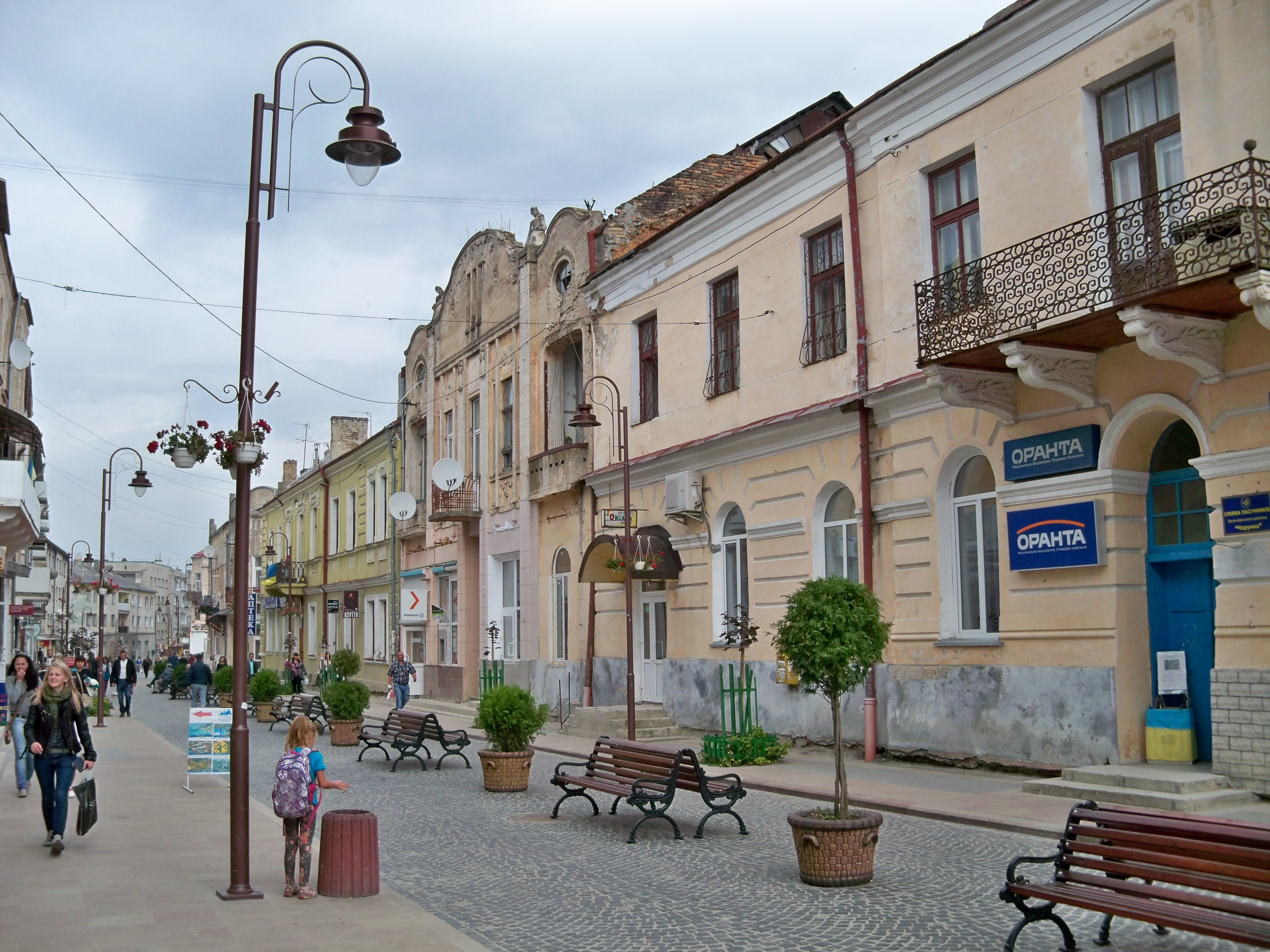
вул. Маркіяна Шашкевича (Золочів)

Вулиця Маркіяна Шашкевича

## Миколаївська область

### Миколаїв
Соборна вулиця (1 км)

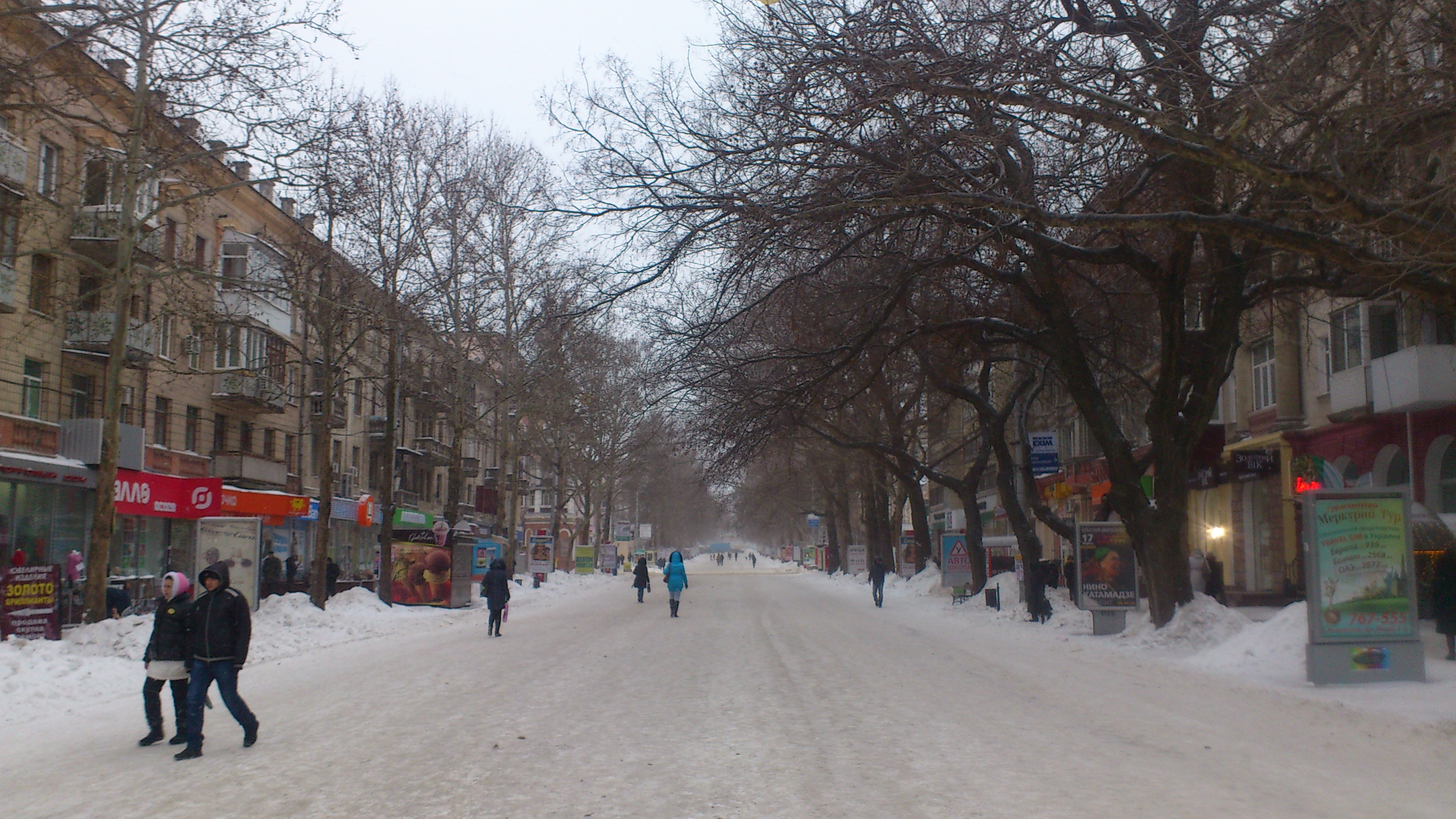
вул. Соборна взимку (Миколаїв)

Соборна вулиця є найдовшою пішохідною вулицею України — рівно один кілометр. Вулиця по всій своїй довжині широка та має високі дерева з обох сторін, переважно платани.

## Одеська область

### Одеса

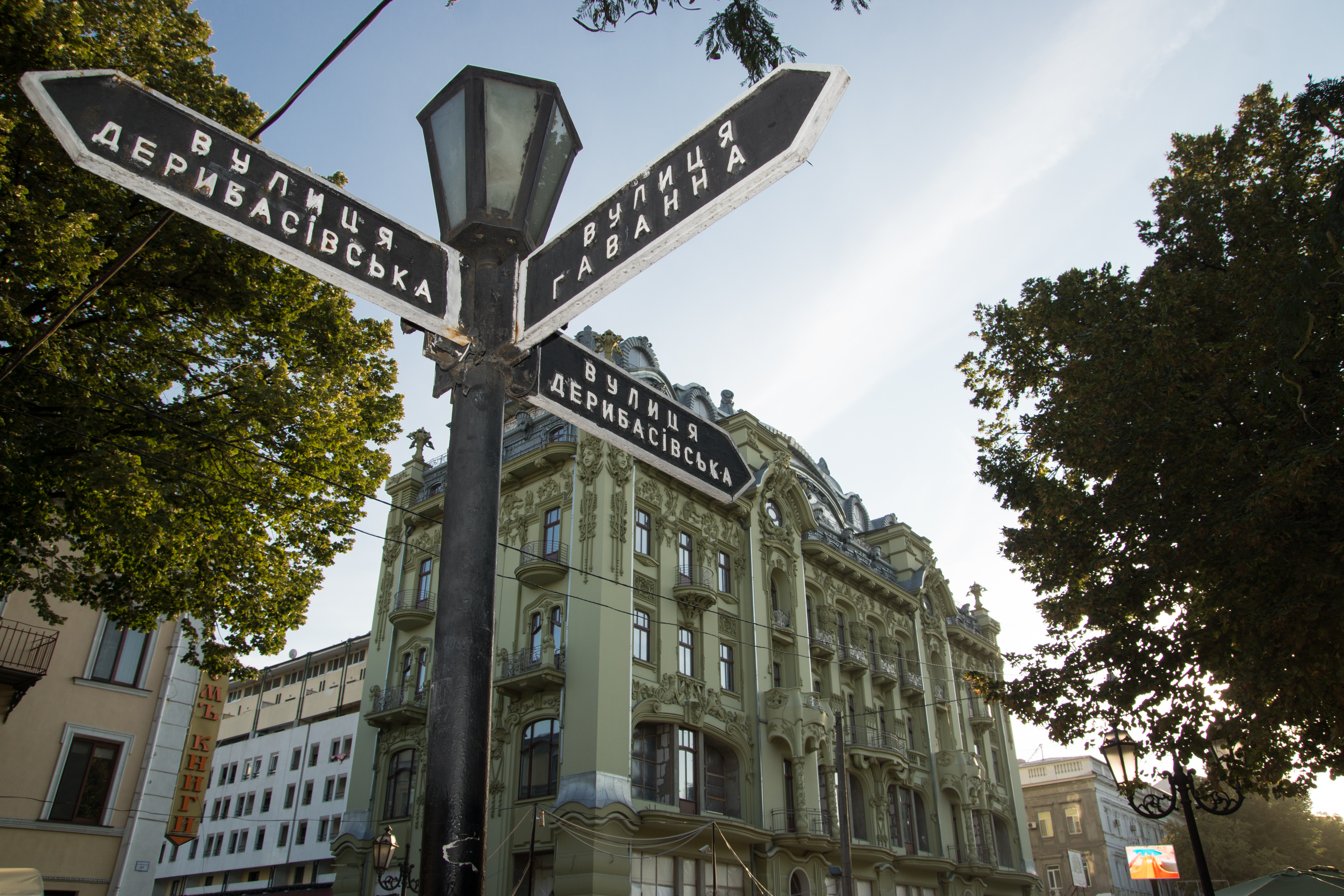
готель «Великий Московський» на Дерибасівській (Одеса)

Дерибасівська вулиця (750 м)
Дерибасівська — одна з найстаріших вулиць Одеси. Вона названа на честь першого градоначальника Одеси Хосе де Рібаса. Завдяки старанням одеситів, про Дерибасівську знають у всьому світі. Довжина вулиці, яка вся застелена бруківкою, становить 945 метрів і займає шість кварталів. На жаль, тільки половина (від Преображенської до Європейської вулиці) є пішохідною. У пішохідній частині Дерибасівській розташовано безліч архітектурних цінностей, таких як готель «Велика Московська», Міський сад (або просто Міськсад, розбитий братом Хосе де Рібаса — Феліксом), «Пасаж» та багато інших.

## Полтавська область

### Полтава
Вулиця Соборності (310 м)

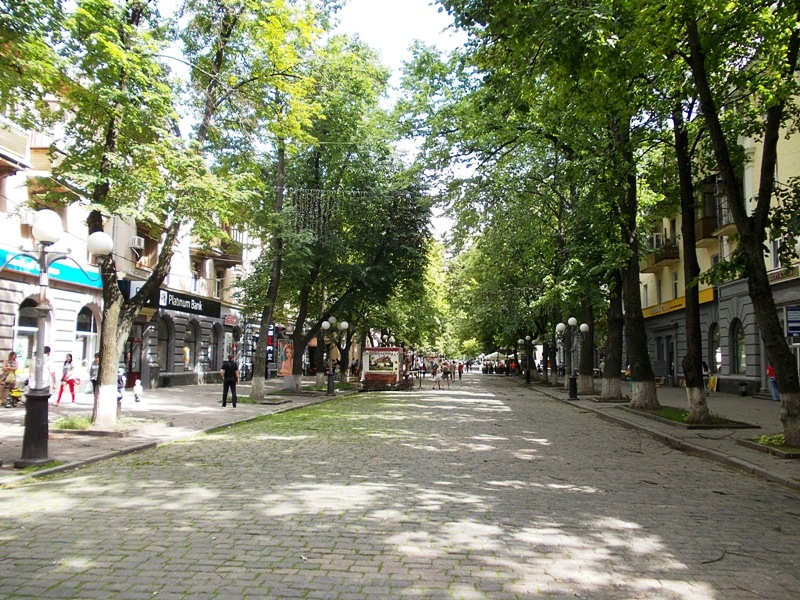
вул. Соборності (Полтава)

В Полтаві пішохідною є частина вулиці Соборності від Круглої площі до драматичного театру імені Гоголя.

## Рівненська область

### Дубно
Вулиця Кирила та Мефодія (215 м)

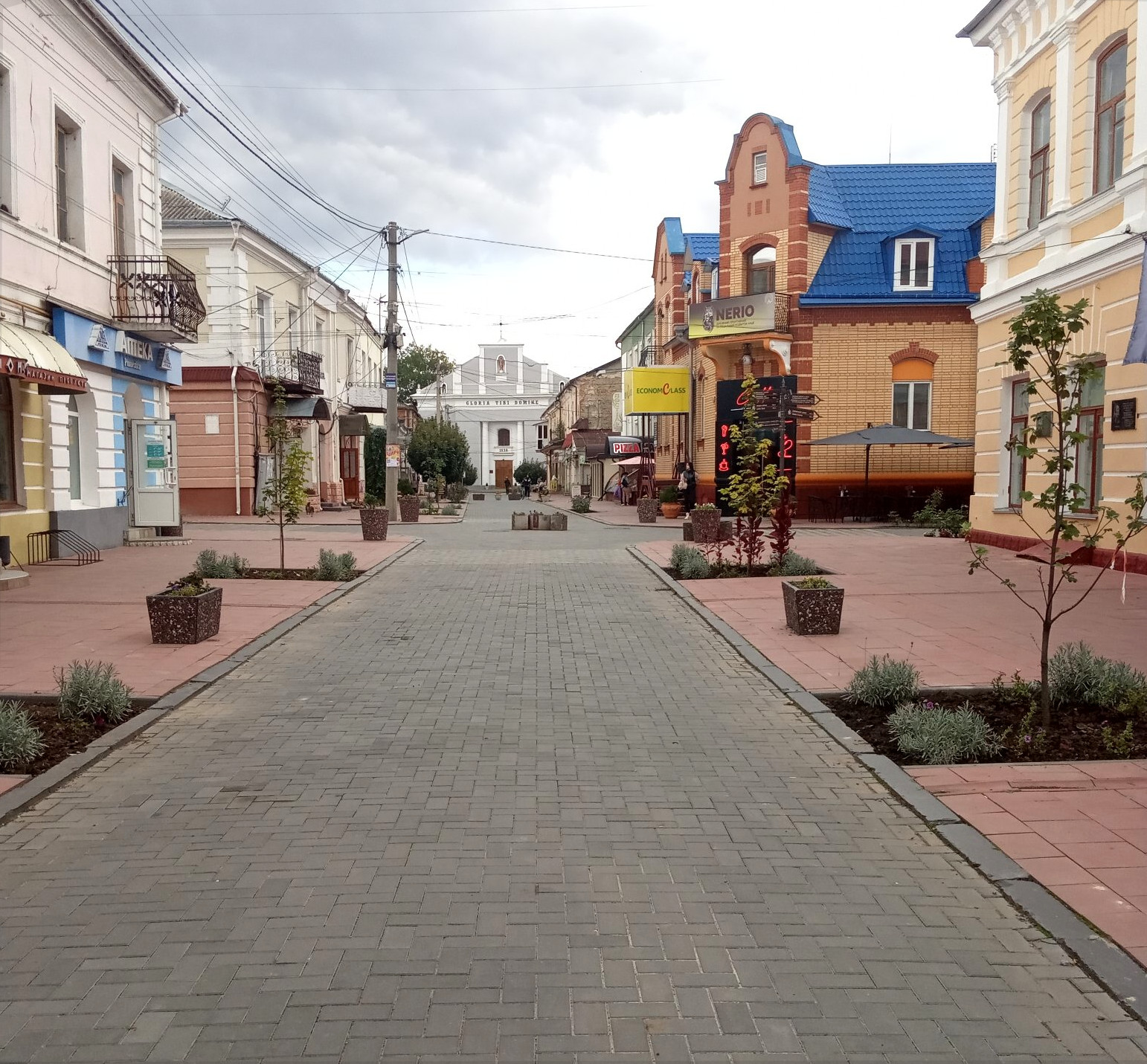
Вулиця Кирила та Мефодія, Дубно

Пішохідна вулиця Кирила та Мефодія відкрита 24 серпня 2021 року (від вулиці Данила Галицького до Князя Острозького). Архітектурною домінантою вулиці є Костел святого Яна Непомуцького.

## Сумська область

### Суми

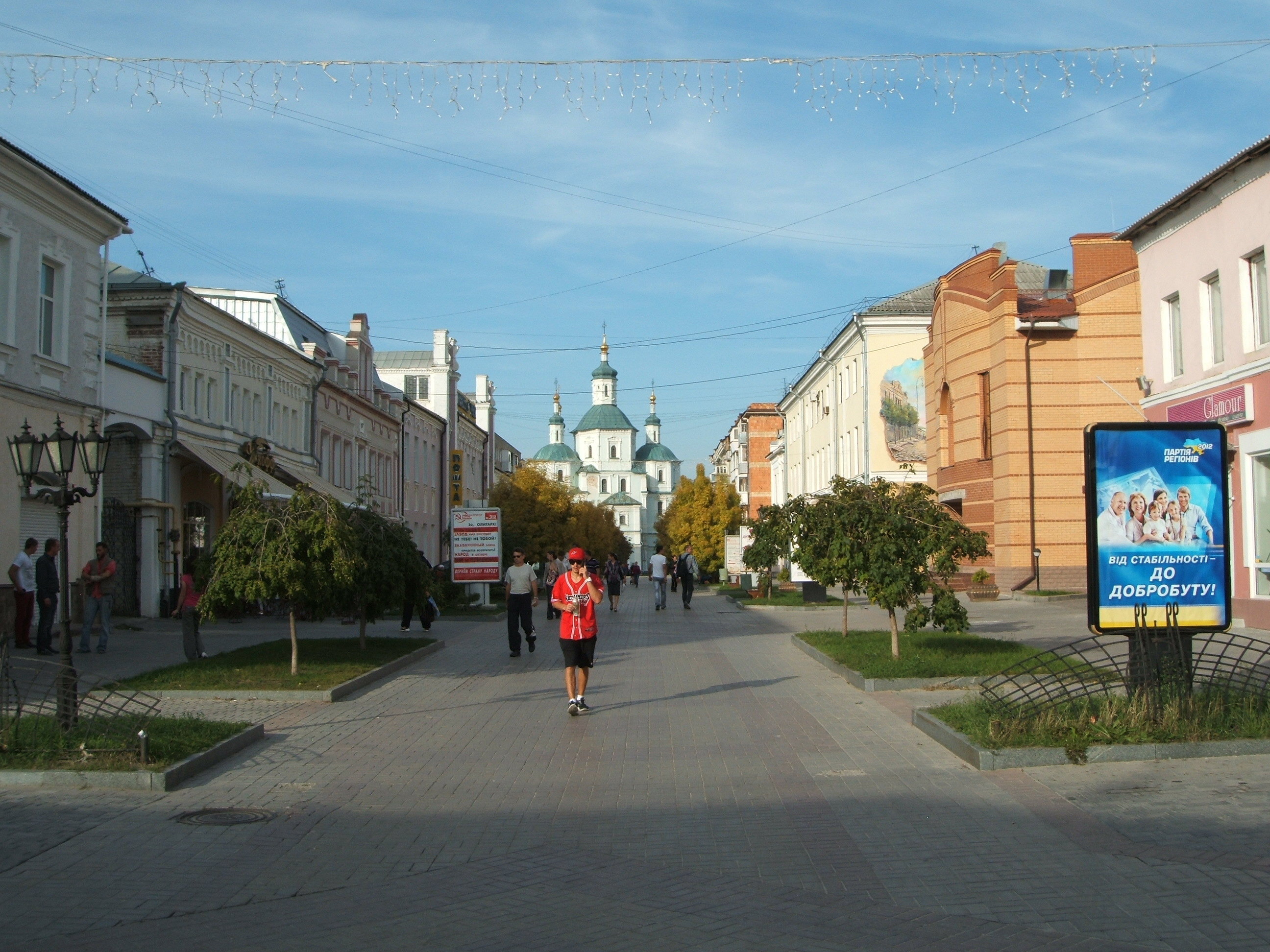
вул. Воскресенська (Суми)

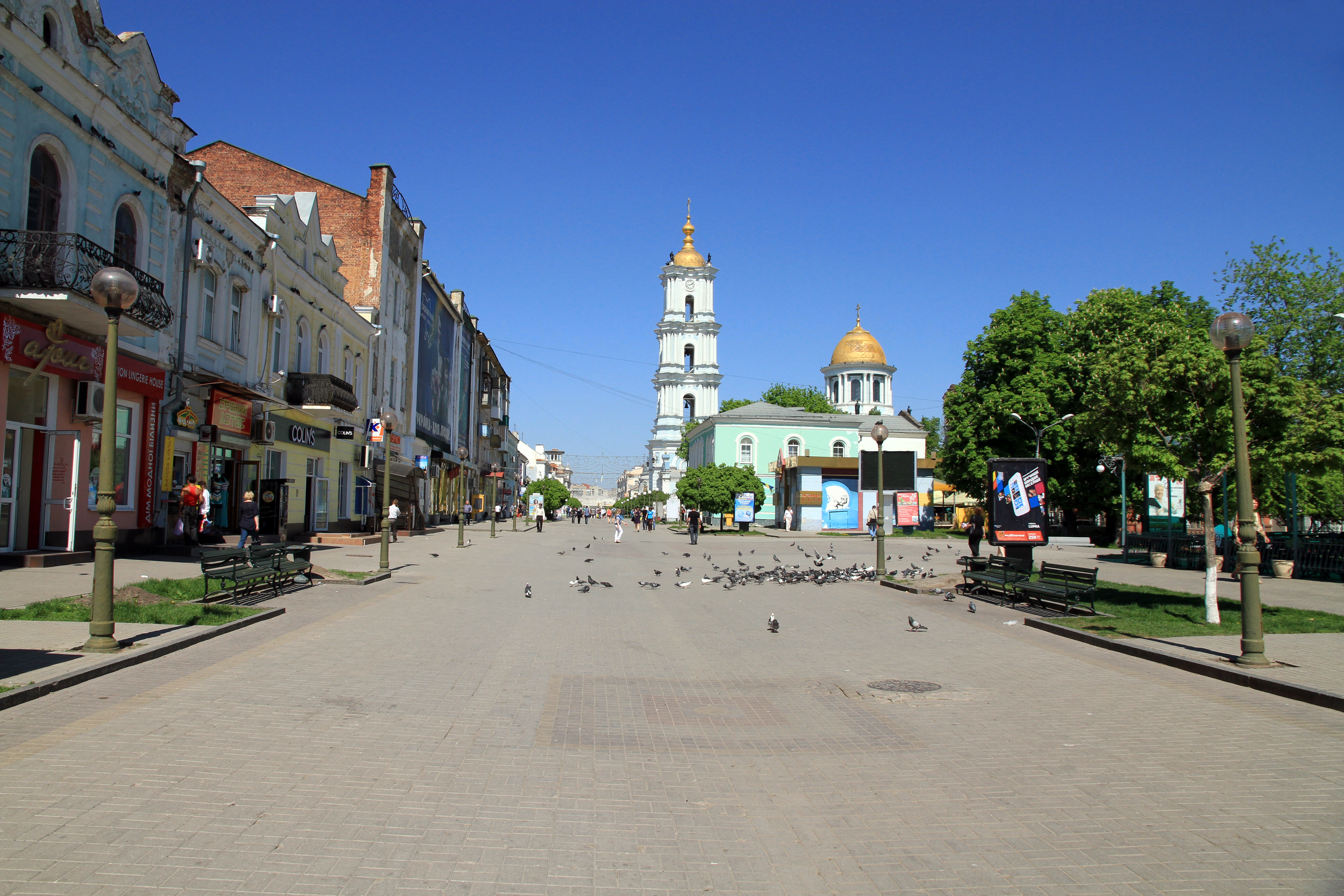
вул. Соборна (Суми)

Соборна (490 м) та Воскресенська (435 м) вулиці
У Сумах дві пішохідні вулиці, які паралельно йдуть поряд друг з другом та поєднуються
провулками. Це вул. Воскресенська та вул. Соборна. Візитною карткою вул. Соборної є Спасо-Преображенський собор. Вулиця Воскресенська закінчується Воскресеньким собором, що є взірцем козацького бароко.

### Глухів

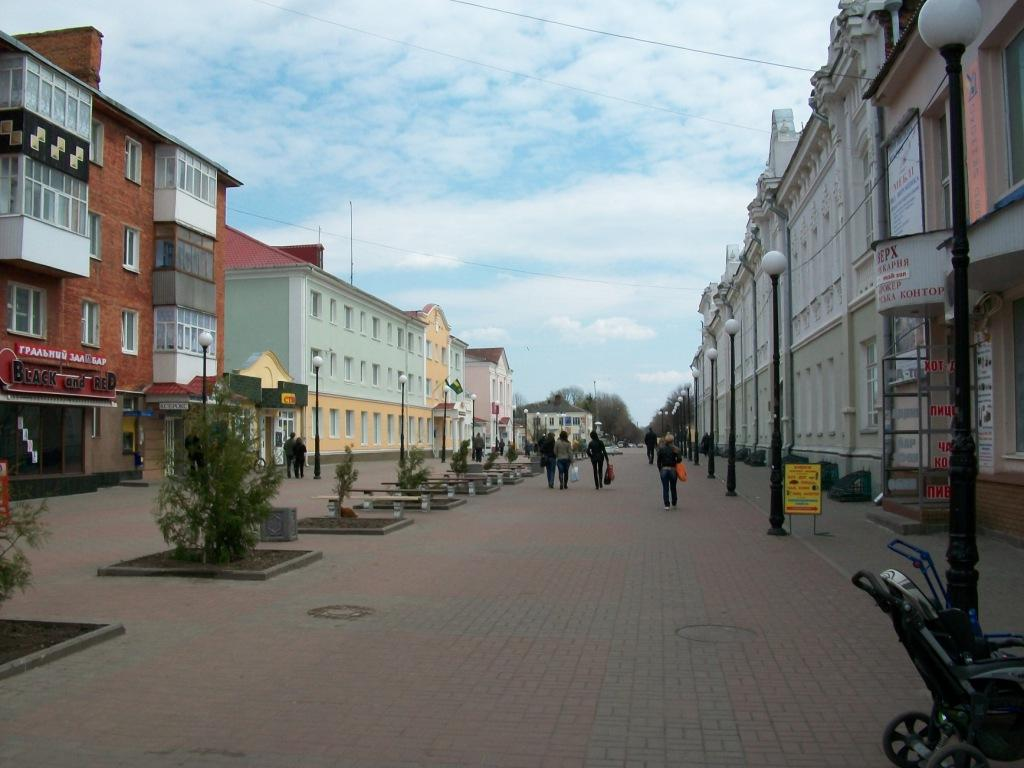
Київська вулиця, Глухів

Київська вулиця (160 м)

### Конотоп
Вулиця Братів Лузанів (200 м)

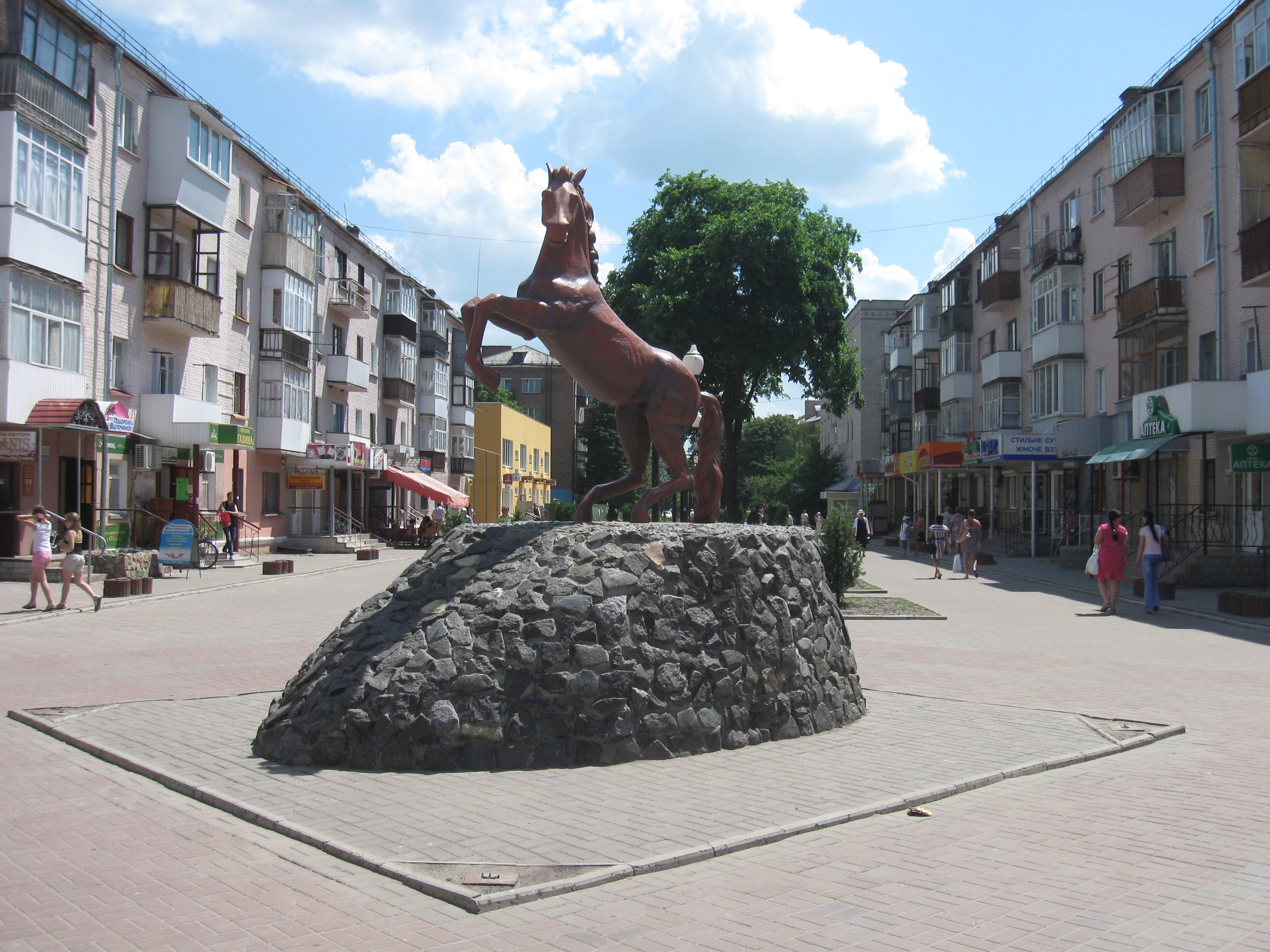
cкульптура коня на вул. Братів Лузанів (Конотоп)

На пішохідній вулиці Братів Радченків стоїть найвідоміша скульптура Конотопа — скульптура коня. Встановлена в 2008 році та спочатку неоднозначно сприймалася городянами, але з часом стала вважатися символом міста. За браком коштів вона виконана з склотканини та полімерних матеріалів, тому в 2013 навіть була зламана, а потім відновлена автором-скульптором Юрієм Ведмедем. Автор сподівається, що в майбутньому знайдуться кошти, щоби відлити скульптуру з міді.

## Тернопільська область

### Тернопіль

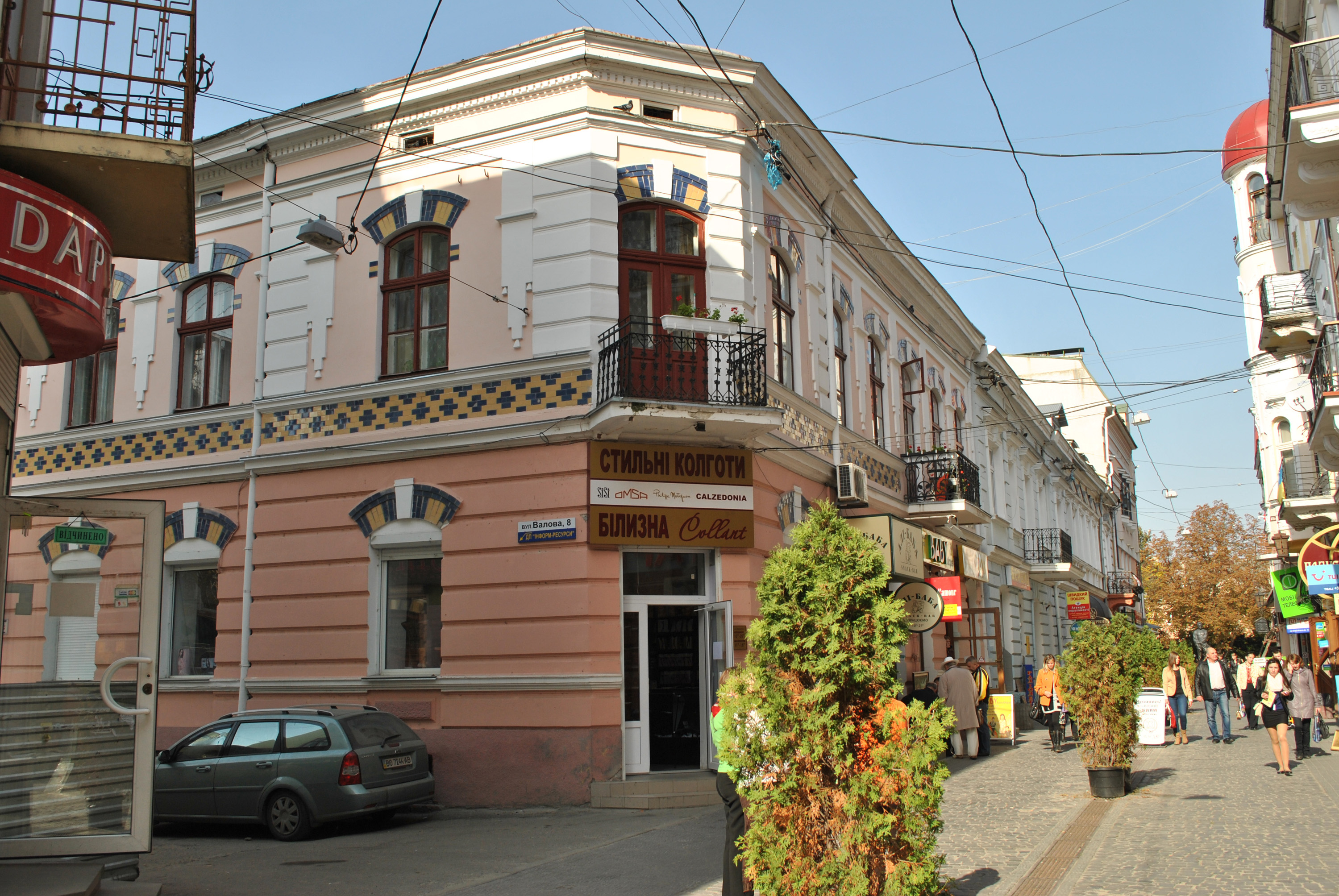
вул. Валова (Тернопіль)
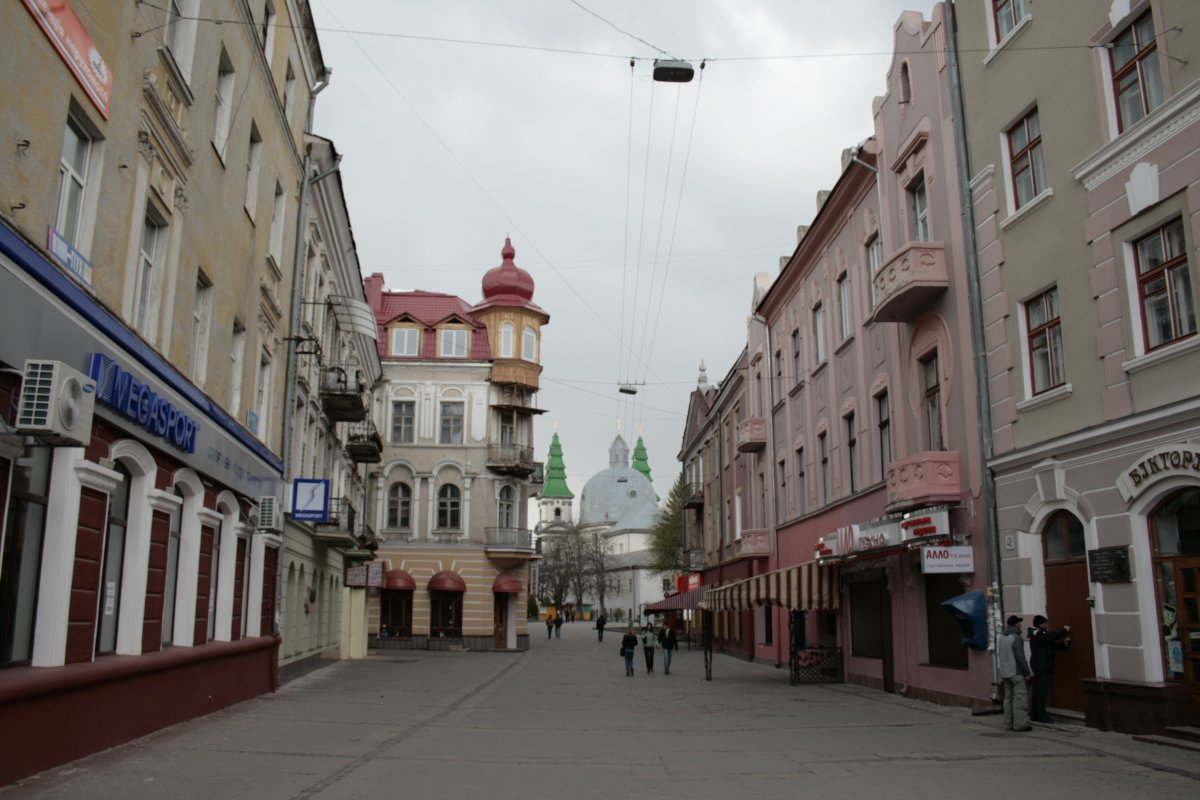
вул. Гетьмана Сагайдачного (Тернопіль)

У Тернополі дві пішохідні вулиці, які перетинають одна одну Т-подібним перехрестям:
- вулиця Валова — вузька й романтична, виходить на центральну в Тернополі вулицю Руську через красиву арку в будинку № 19; довжина вулиці — приблизно 200 метрів
- Вулиця Гетьмана Сагайдачного ширша, в бік Майдану Волі перетворюється на зелену алею. Вона закінчується Собором Непорочного Зачаття Пресвятої Богородиці — унікальним костелом, що збудований у стилі бароко; довжина вулиці — приблизно 245 метрів.

## Херсонська область

### Херсон
Європейська вулиця (780 м)

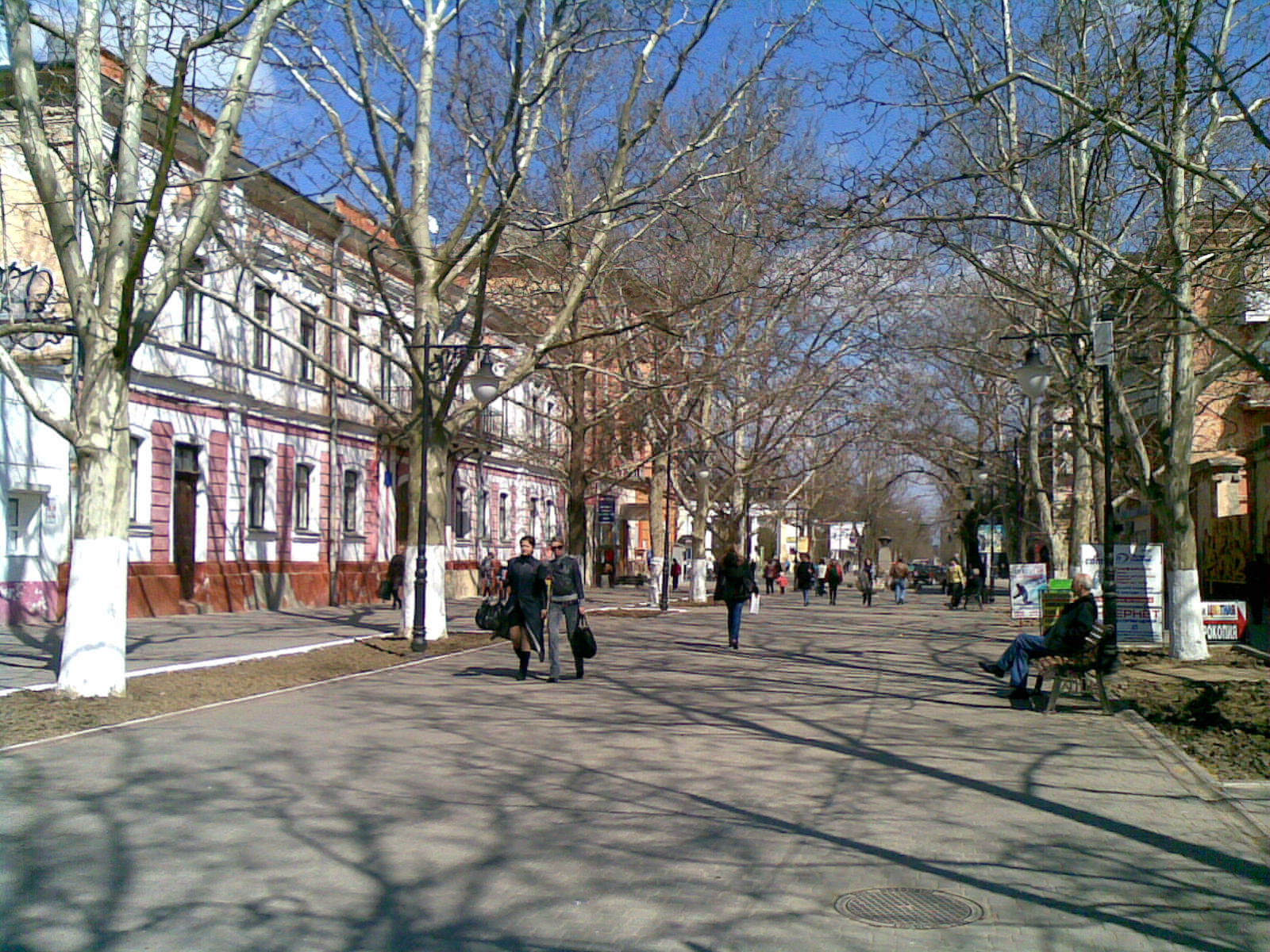
вул. Європейська (Херсон)

Вулиця Європейська від проспекту Незалежності до Ратушної вулиці.

## Хмельницька область

### Хмельницький

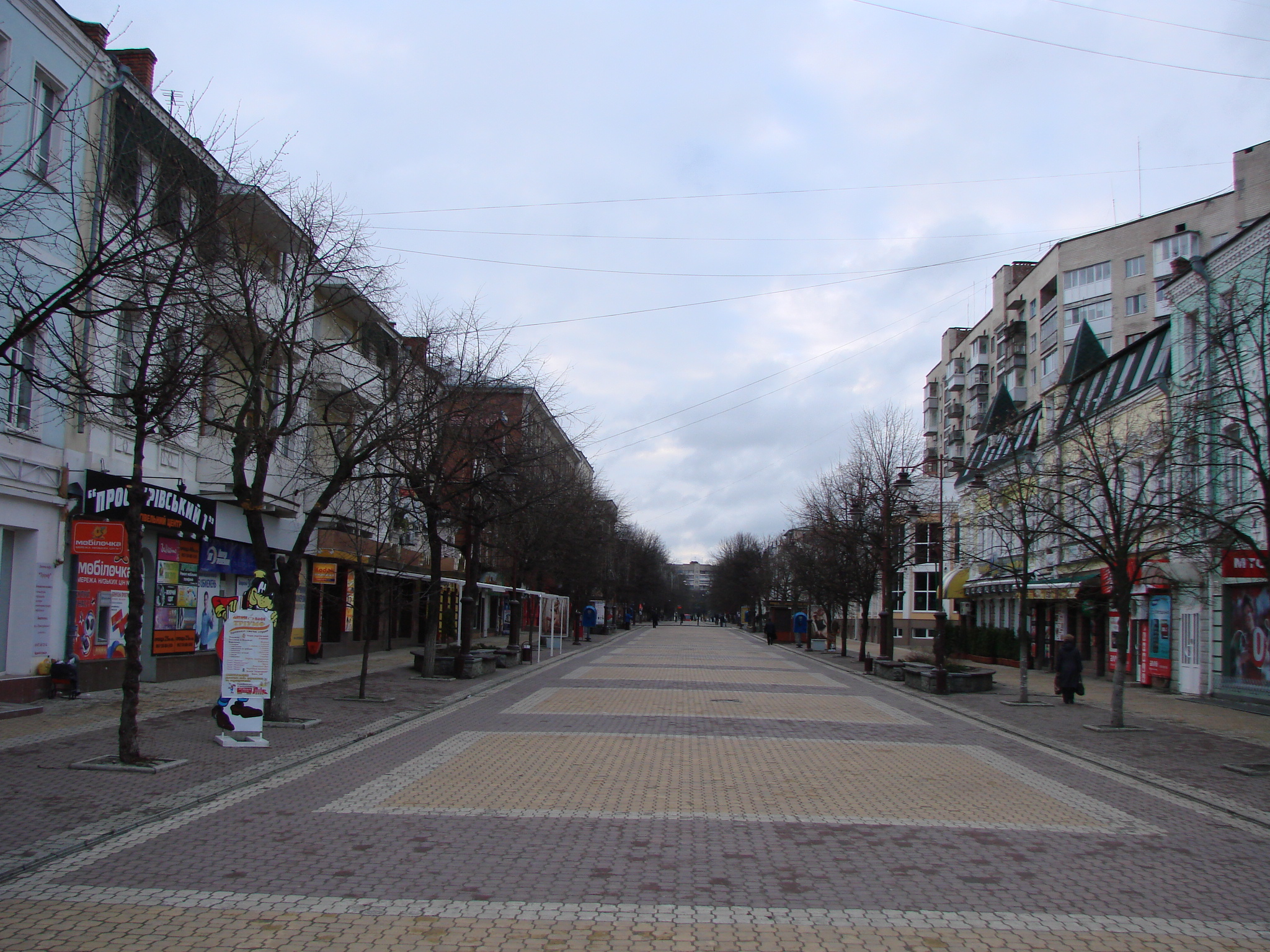
вул. Проскурівська (Хмельницький)

Проскурівська вулиця (540 м)

### Кам'янець-Подільський
Соборна вулиця (від проспекту Грушевського до вулиці Гагаріна) (185 м)

## Черкаська область

### Сміла
Бульвар Бобринського
Пішохідна частина бульвару Бобринського відкрита у вересні 2017

## Чернівецька область

### Чернівці
Вулиця Ольги Кобилянської (735 м).

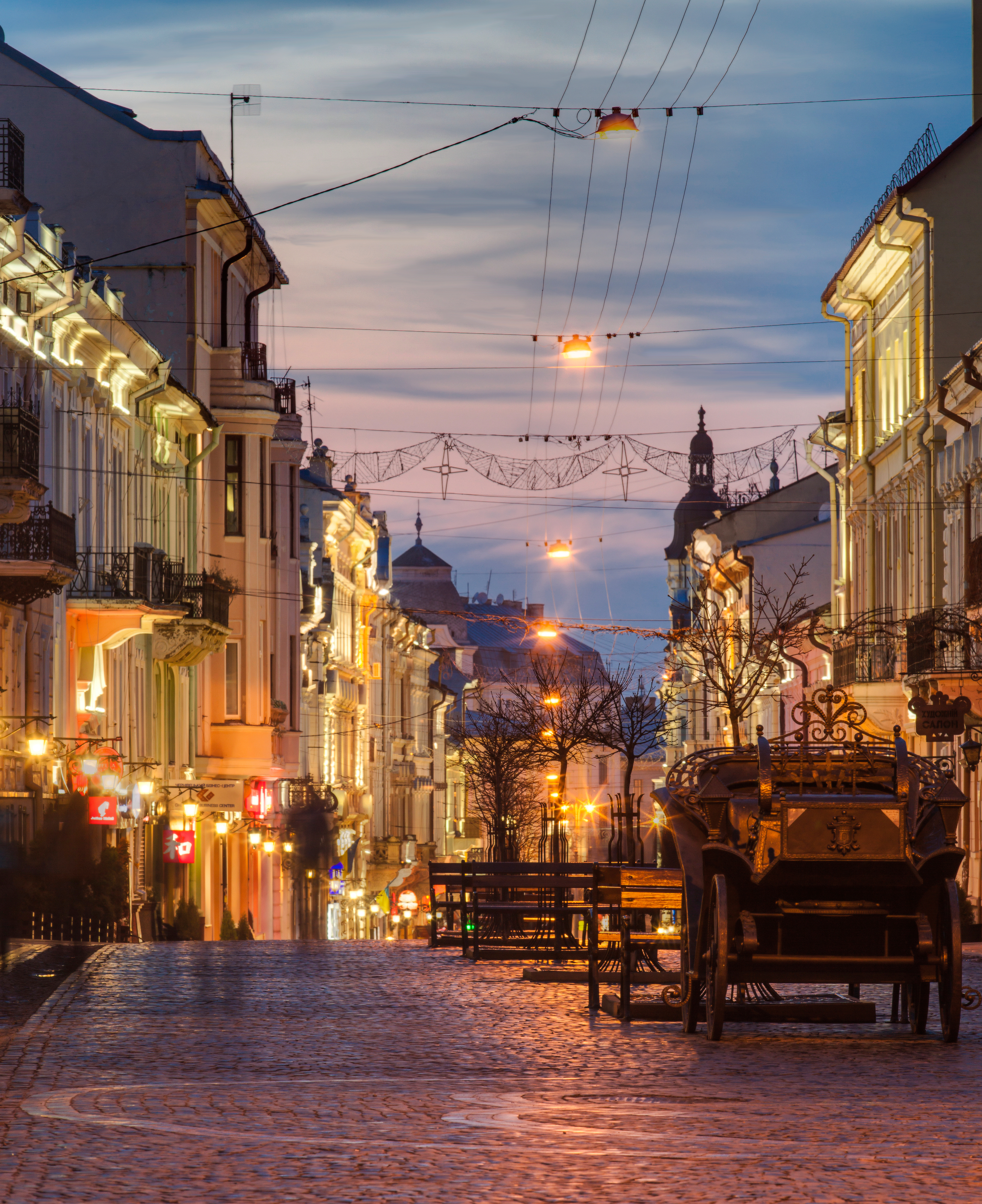
Карета на вул. О. Кобилянської (Чернівці)

Одна з найяскравіших пішохідних вулиць України — вулиця Кобилянської в Чернівцях. Пролягає серед історичної забудови часів австро-угорського періоду міста. По центру встановлені лавочки та висаджені дерева. Найвпізнаваніший символ вулиці — декоративна кована карета. Цим вона схожа з пішохідною вулицею Баумана в Казані, де теж встановлена кована карета.
Вулиця Чайковського (180 м)
Пішохідна з червня 2023 року.
Готельний провулок (75 м)
Провулок пішохідний з 2022 року.

## Чернігівська область

### Ніжин
Вулиця Гоголя

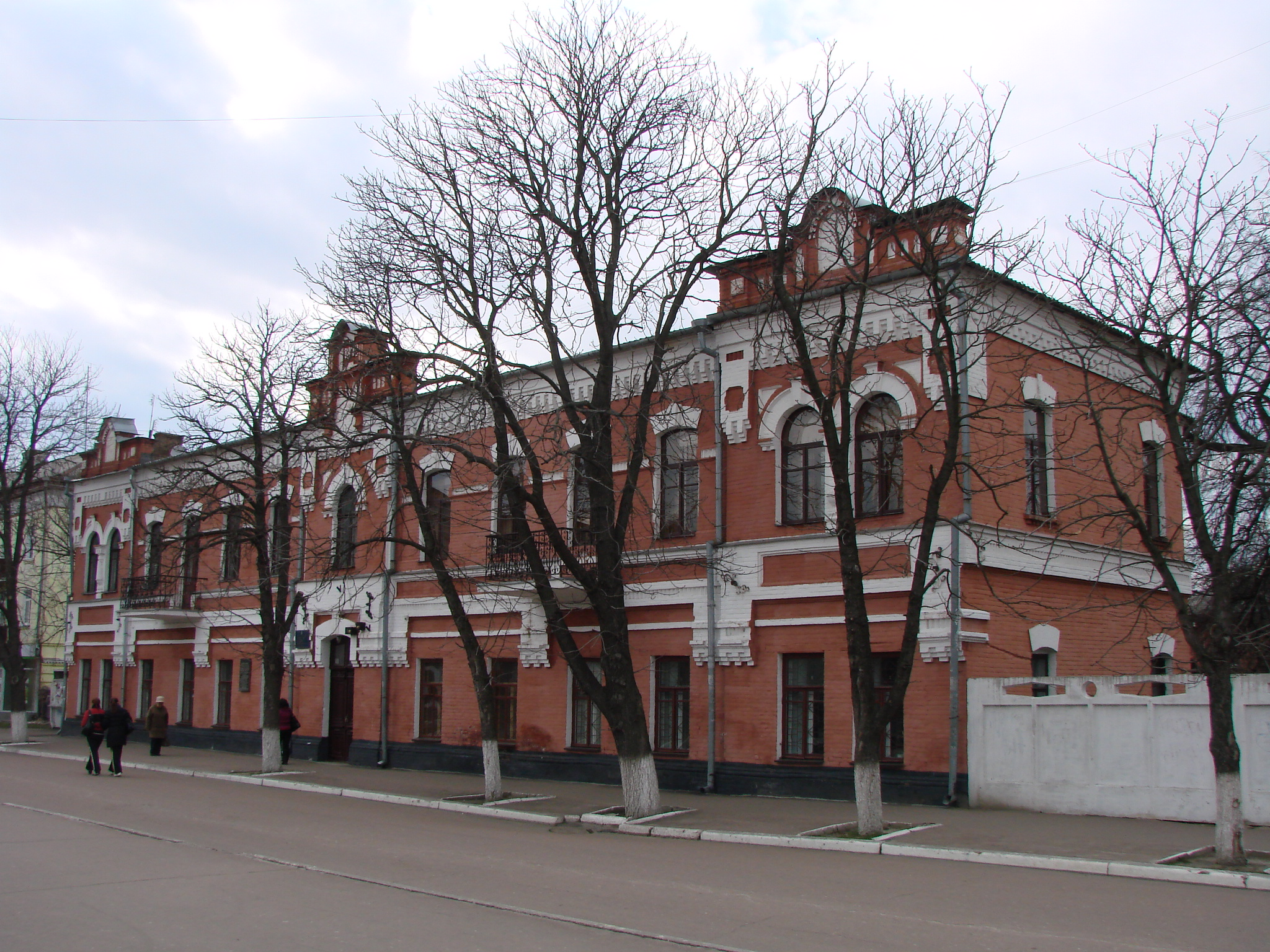
вул. Гоголя (Ніжин)

Пішохідною в Ніжині є вулиця Гоголя. На ній з великою щільністю зосереджені історичні храми: Благовіщенський монастир, церква Іоана Богослова, пам'ятка раннього українського бароко Миколаївський собор (зведений не пізніше 1655), Всіхсвятська церква, Михайлівська церква.

### Чернігів
Вулиця Борисоглібська (300 м)

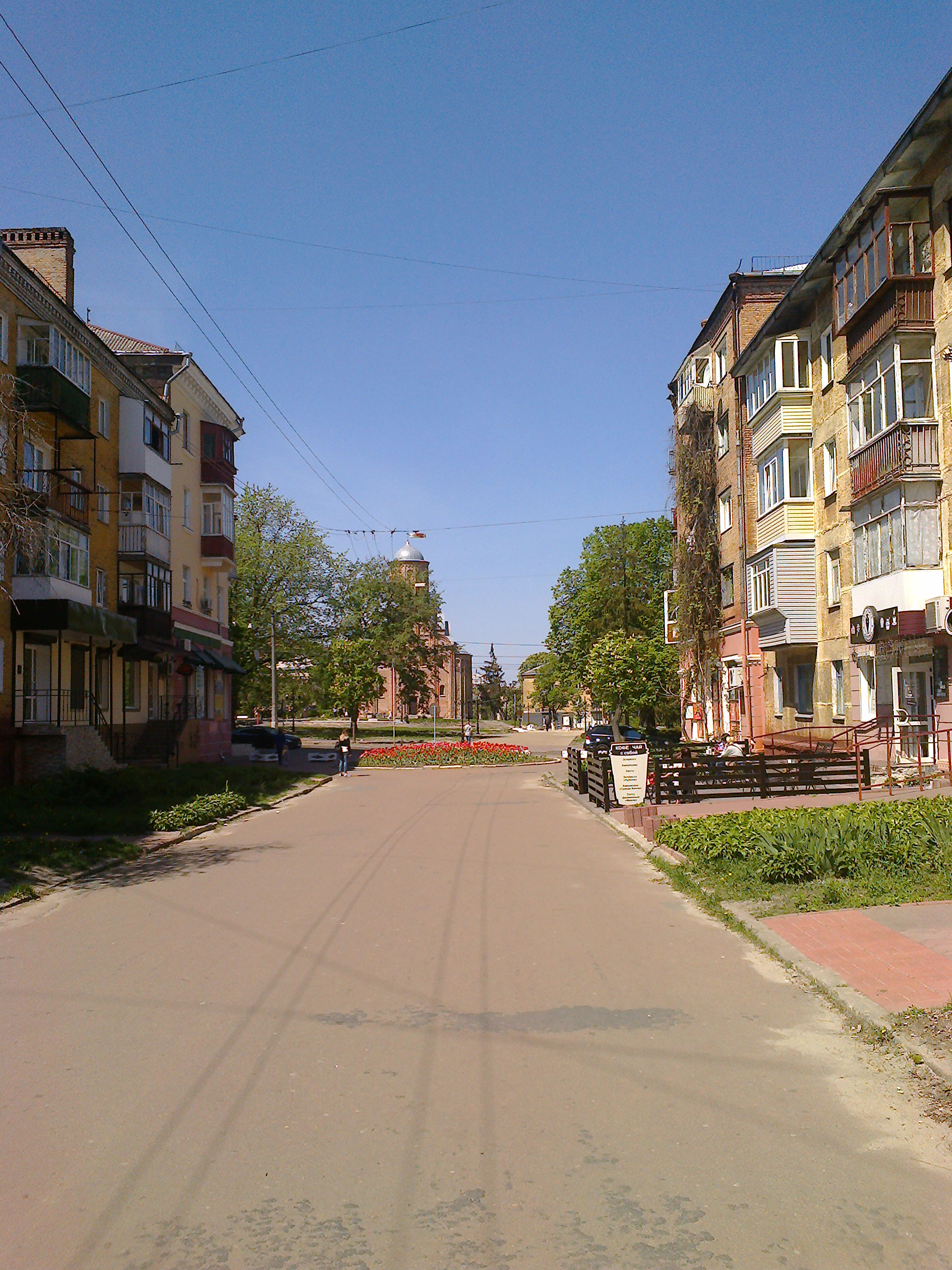
Вулиця Борисоглібська, Чернігів

Вулиця практично повністю забудована хрущовками. Архітектурною домінантою вулиці з північного заходу є П'ятницька церква, а з південного сходу — Собор Бориса й Гліба (Чернігів).
Роль головного променаду міста виконує не ця вулиця, а пішохідна алея на проспекті Миру.